# Arresto di Gesù

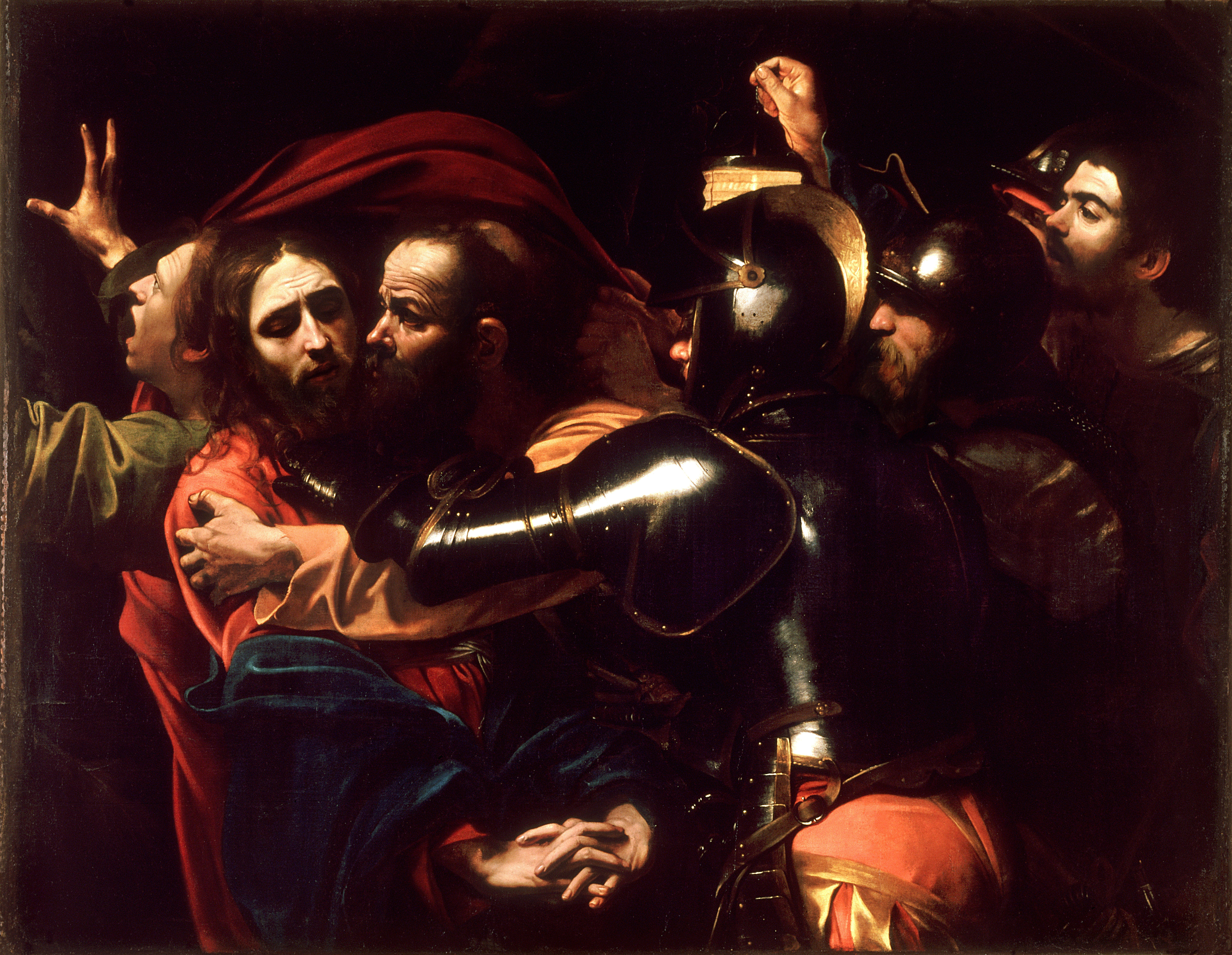
Cattura di Cristo di Caravaggio, 1602.

L'arresto di Gesù è un episodio della Passione di Gesù, descritto nei quattro Vangeli (Matteo 26,47-56; Marco 14,43-52,15; Luca 22,47-53 e Giovanni Gv18,1-11). È l'episodio che segue l'Ultima Cena — con l'istituzione dell'eucaristia — e dà inizio alla Passione vera e propria, conclusasi il pomeriggio del giorno seguente con la morte in croce di Gesù.
Dopo l'Ultima Cena (svoltasi nel cosiddetto Cenacolo), Gesù e i discepoli vanno al Getsemani, un giardino collocato sul limitare della valle del Cedron (che gli studiosi ritengono essere un oliveto). Una volta che sono giunti là, Gesù lascia il gruppo degli Apostoli per pregare in disparte.

## L'episodio evangelico

### L'orazione nell'Orto degli ulivi

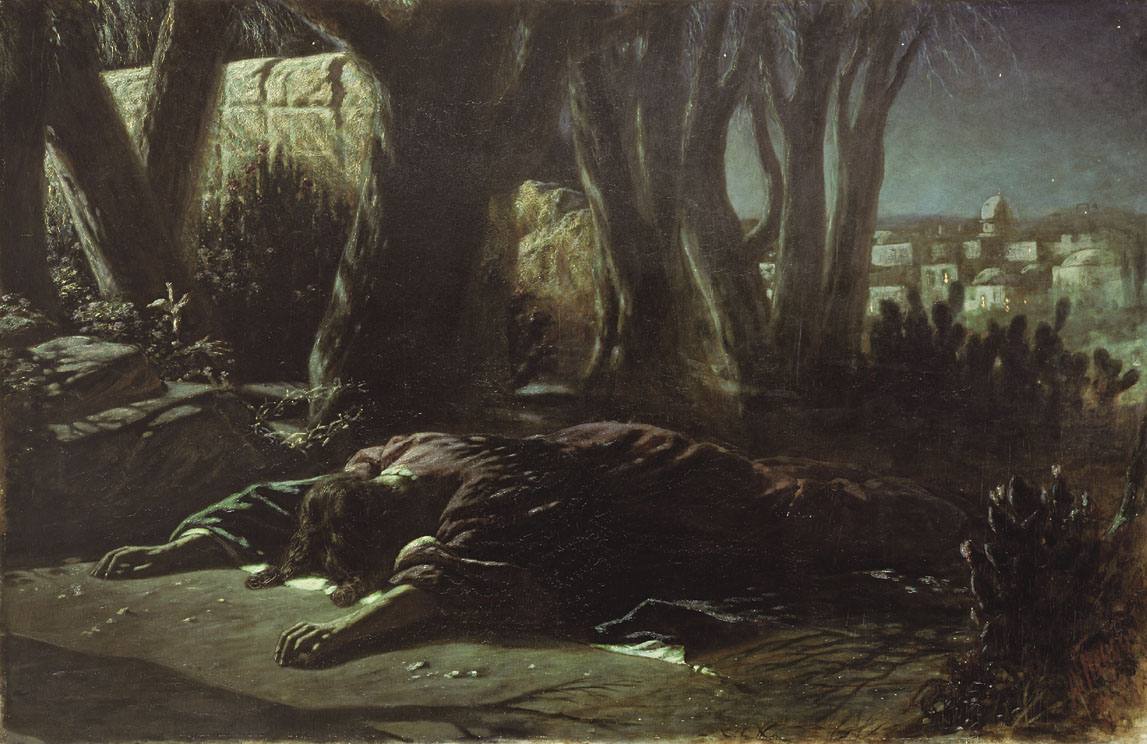
Il Getsemani, di Vasilij Grigor'evič Perov.

È Giovanni a dare la precisa ubicazione del giardino nel quale Gesù venne arrestato. L'evangelista scrive infatti che il maestro "uscì con i suoi discepoli e andò di là dal torrente Cedron, dove c'era un giardino nel quale entrò con i suoi discepoli". Questa indicazione basta a far comprendere che Gesù si diresse con gli apostoli nella zona del monte degli Ulivi, testimonianza confermata esplicitamente dai vangeli sinottici, i quali comunicano che il giardino si chiamava Getsemani, il cui nome (gath shemanim) significa precisamente "torchio d'olio" e presuppone dunque la presenza di un oliveto, munito di pressoio.
Già dal IV secolo si indicava come il Getsemani un luogo poco oltre il Cedron, lungo l'odierna strada da Gerusalemme a Betania, dove sono ancora oggi superstiti parecchi ulivi di età centenaria se non addirittura millenaria. In quello che è ritenuto l'orto degli ulivi è stata edificata una basilica, la cosiddetta "basilica dell'Agonia".
Il podere apparteneva probabilmente a un seguace di Gesù poiché il maestro, secondo la testimonianza di Giovanni, era solito recarvisi con i propri apostoli tanto che lo stesso Giuda era certo che Gesù si sarebbe recato lì durante la notte.
Non appena giunsero nel giardino, Gesù ordinò ai dodici di accamparsi lì, mentre lui si allontanava per pregare. Presi poi con sé Pietro, Giacomo e Giovanni, già testimoni della Trasfigurazione, si ritirò in un luogo più appartato. I sinottici Marco e Matteo rendono nota la profonda angoscia di Gesù, che chiedeva anche ai tre compagni di rimanere svegli con lui e pregare. Il Vangelo secondo Giovanni si discosta però da questa immagine di angoscia e mostra un Gesù che ha sempre assoluto controllo degli eventi, inclusi questi momenti dell'arresto e, come evidenziano gli esegeti dell'interconfessionale Bibbia TOB, "lungi dall'essere sorpreso, Gesù ha piena coscienza dell'imminenza e della portata degli avvenimenti della passione"; anche il Vangelo di Luca, a differenza degli altri due sinottici, è quello che presenta un'immagine di Gesù imperturbabile durante la sua Passione, fatto salvo l'episodio dell'Agonia di Gesù al Getsemani, ritenuta da molti studiosi un'interpolazione successiva, come sotto meglio evidenziato. 
Poi, scostatosi da loro "quasi un tiro di sasso" Gesù si accasciò a terra per pregare, chiedendo a Dio di potersi allontanare da quel "calice" al quale era destinato.
Secondo una versione romanzata della vicenda, seguita anche da Mel Gibson ne La passione di Cristo avvenne qui, nell'estremo momento di debolezza, il secondo incontro con il demonio, preannunciato da Luca con la frase "il diavolo si allontanò da lui per ritornare al tempo fissato". 

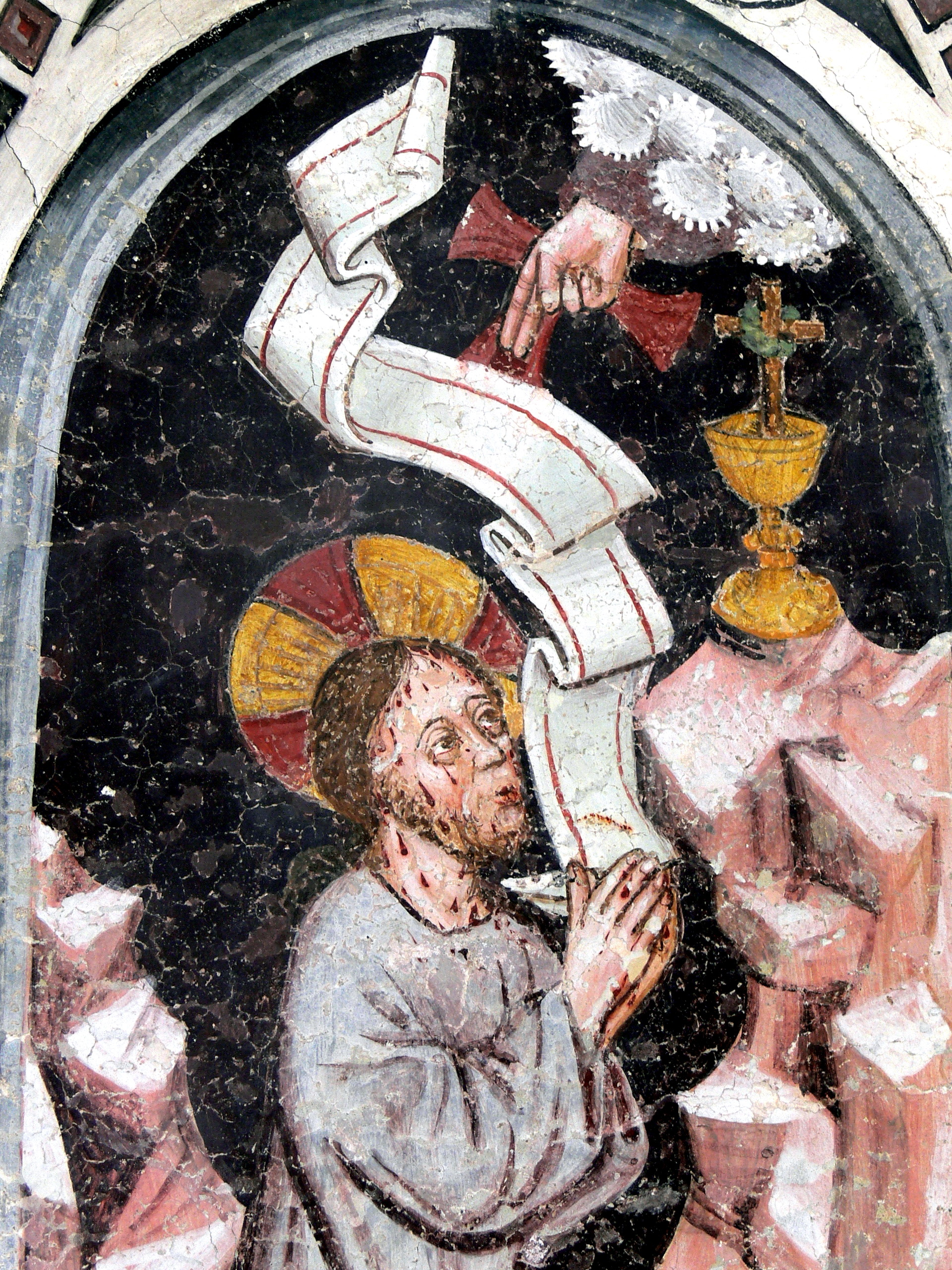
Agonia di Gesù al Getsemani

Nel Vangelo secondo Luca è presente l'unica testimonianza della cosiddetta Agonia di Gesù al Getsemani. L'evangelista narra infatti che «Allora gli apparve un angelo dal cielo per rafforzarlo. Ed essendo in agonia, egli pregava ancor più intensamente; e il suo sudore diventò come grosse gocce di sangue che cadevano in terra».  Il Vangelo secondo Luca, infatti, tra i sinottici, è quello che presenta un'immagine di Gesù più composta anche nei momenti più difficili, inclusa la sua Passione.
Tornato indietro Gesù trovò i tre apostoli prediletti che dormivano e li richiamò alla preghiera: "Così non siete stati capaci di vegliare un'ora sola con me? Vegliate e pregate, per non cadere in tentazione. Lo spirito è pronto, ma la carne è debole". Tornato a pregare, pregò con la stessa intensità di prima ma ritrovò i discepoli ancora addormentati. Dopo averli risvegliati, si ritirò a pregare per la terza volta e con le stesse parole già ripetute prima. In lontananza si udiva già l'arrivo delle guardie del Sinedrio e Gesù, richiamati a sé i discepoli gli ordinò di alzarsi perché il traditore era ormai arrivato.

### La cattura di Gesù

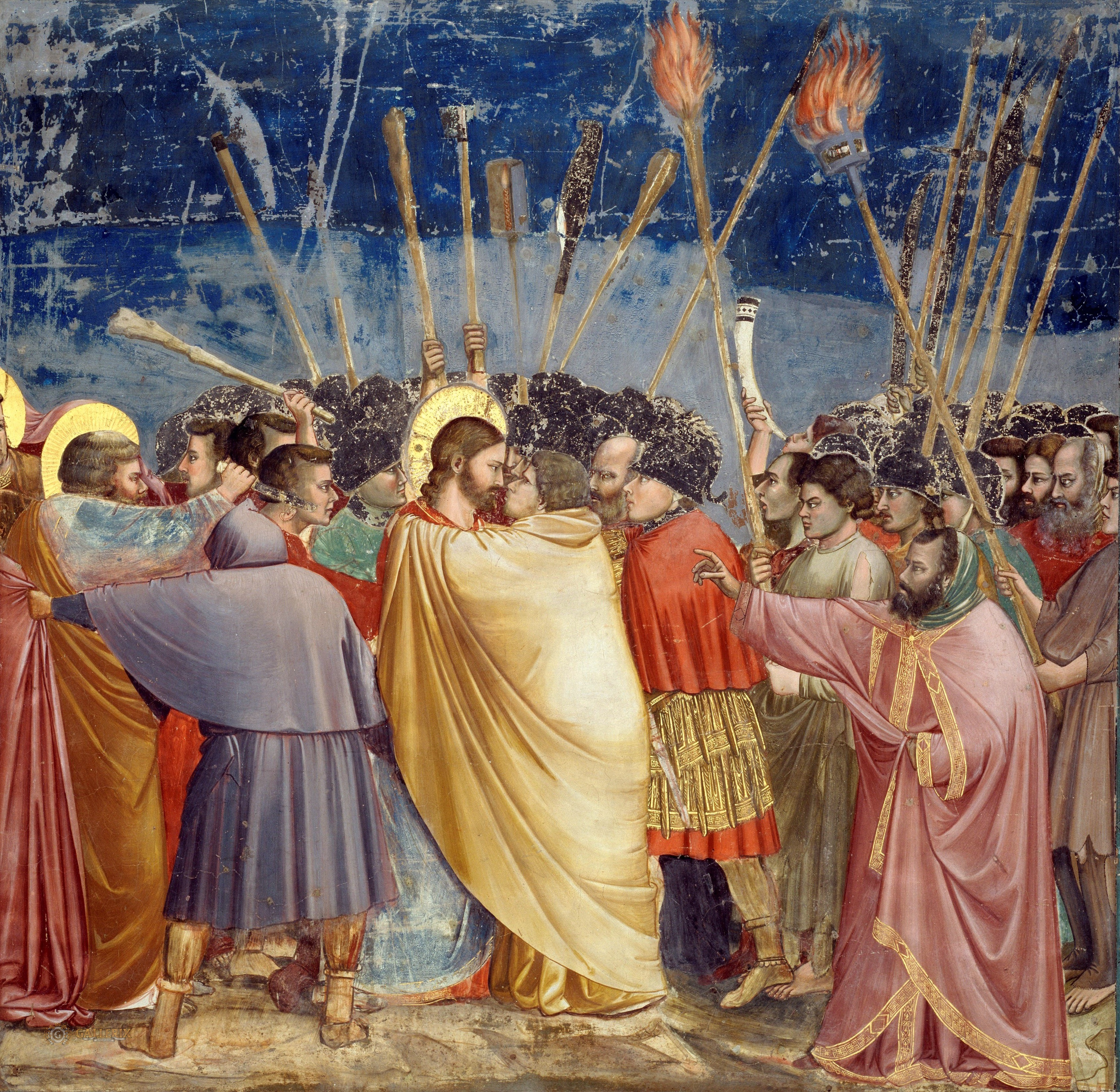
LArresto di Gesù, Giotto, Cappella degli Scrovegni

Mentre Gesù parlava con i discepoli entrò nel giardino Giuda Iscariota, seguito da una folla con spade e bastoni mandata dai sommi sacerdoti e, secondo Luca, con la presenza degli stessi sommi sacerdoti,
Giuda, ingaggiato dal Sinedrio, fungeva da guida, poiché era certo che il maestro si sarebbe recato nell'orto del Getsemani durante la notte. Giuda aveva dato un ordine alle guardie del seguito: "Quello che bacerò è lui; arrestatelo e conducetelo via sotto buona scorta". Giunto vicino al maestro, il traditore lo baciò su una guancia, ricevendo come risposta: "Con un bacio tu tradisci il Figlio dell'uomo?".
Visto eseguito il segnale convenuto, le guardie vennero avanti verso Gesù. Giovanni ci testimonia un fatto alquanto ambiguo. Gesù chiede ai suoi aggressori chi cercassero e, saputo che volevano arrestarlo, dichiarò che era pronto a essere preso. Non appena concluse quella frase i soldati indietreggiarono e caddero a terra. Probabilmente l'evangelista voleva riferirsi a un episodio analogo dell'antico testamento riguardante il profeta Elia nel quale però questi distrugge l'armata venuta per catturarlo, ma evidentemente si voleva sottolineare il fatto che Gesù, benché potesse difendersi, era pronto a morire, chiedendo di lasciar andare liberi i suoi apostoli.
Non appena le guardie afferrarono Gesù scoppiò una piccola rissa fra le truppe e i discepoli dell'arrestato. Uno di essi, identificato da Giovanni come Pietro, afferrata una spada ferì uno degli inservienti del tempio, chiamato Malco (sempre secondo indicazione di Giovanni; i sinottici omettono sia il nome dell'aggressore che dell'aggredito) tagliandogli un orecchio. Fu lo stesso Gesù a interrompere l'impeto dell'apostolo ricordandogli che chi avrebbe impugnato la spada sarebbe morto di spada.
Nel vangelo di Luca, Gesù, dopo aver rimproverato il feritore, pensò di rimediare al suo gesto e, avvicinatosi a Malco, gli risanò l'orecchio con un semplice tocco di mano.
I soldati e le guardie legarono dunque Gesù e lo condussero verso la casa del sommo sacerdote Caifa, dove si era già radunato il sinedrio. Gli apostoli fuggirono quindi via dall'orto degli ulivi e solo Pietro e Giovanni seguirono Gesù durante le prime fasi del processo.

#### Il misterioso ragazzino che fugge nudo
Il solo Marco ci narra di un ragazzino che, rivestito soltanto di un lenzuolo, seguiva a distanza lo squadrone dei soldati. Alcuni studiosi han visto in lui lo stesso evangelista, che ritengono fosse un parente del proprietario del cenacolo. Il giovinetto venne però avvistato dalle guardie del Sinedrio, che tentarono di afferrarlo; ma questi fuggì nudo, lasciando nelle mani dei suoi inseguitori il lenzuolo che lo avvolgeva.
Uno dei maggiori critici del vangelo, Alfred Loisy, vide in quest'episodio una finzione, creata solo per dimostrare avverato uno dei passi del profeta Amos, benché sia l'ambientazione che l'argomento siano totalmente diversi.
Tale brano (Mc14,50-52) è stato comunque oggetto di speculazioni di ogni genere, pur senza alcuna prova al riguardo, e si è anche supposto che il giovane fuggito nudo potesse essere - tra gli altri, oltre a Marco - Giovanni di Zebedeo o Giacomo il fratello di Gesù o un angelo o Gesù stesso o "un omosessuale che era venuto per un incontro privato con Gesù [e per questo era seminudo]". Raymond Brown, ritiene che "queste ipotesi siano null'altro che fantasiosi voli di fantasia" e osserva altresì, oltre alla mancanza di alcuna prova in merito, come sia improbabile che il fuggitivo fosse uno dei Dodici (come Marco) sia perché "il versetto precedente indica che tutti i discepoli erano già fuggiti", sia perché "nella logica della narrativa sicuramente egli non avrebbe potuto andare all'Ultima Cena con gli altri discepoli di Gesù, indossando solo un lenzuolo [sindōn] per coprire la propria nudità".

## La questione della storicità
Il teologo Raymond Brown si domanda "se la descrizione di Giovanni dell'arresto sia storica, teologica o entrambe. Che sia teologica e simbolica dovrebbe essere evidente. Sia le truppe romane che ebraiche che sono venute a catturare Gesù di Nazaret, e a dispetto della loro apparente forza, cadranno a terra di fronte a lui".
Raymond Brown ritiene decisamente non plausibile che i sommi sacerdoti "siano usciti la notte di Pasqua per arrestare un criminale, in mezzo a uomini armati" A questa notizia dei Sinottici, Giovanni aggiunge che vi era una coorte di soldati romani comandata da un tribuno. Quest'ultima precisazione appare, però, storicamente non plausibile. Infatti, la coorte - intervenuta secondo Giovanni per l'arresto di Gesù, in aggiunta alle guardie fornite dai sommi sacerdoti e dai farisei - era un'unità militare dell'esercito romano composta da 600 legionari e costituiva la decima parte di una legione. Appare storicamente inverosimile che - per trarre in arresto un predicatore non violento, accompagnato da uno sparuto gruppo di seguaci in un ritiro notturno di preghiera - sia stata inviata dal governatore Ponzio Pilato (l'unico titolato a far muovere tale contingente) un'intera coorte di 600 soldati, oltretutto anche con l'aiuto delle guardie fornite dai sommi sacerdoti e dai farisei. Secondo gli esegeti curatori del "Nuovo Grande Commentario Biblico", questa aggiunta di Giovanni non è storica ma può essere un errore di trasmissione delle fonti giovannee oppure può sottolineare la volontà dell'evangelista di dimostrare come Gesù avesse pieno controllo della situazione, appositamente esagerata, creatasi intorno a lui.
I due versetti del Vangelo di Luca che presentano Agonia di Gesù al Getsemani sono considerati da alcuni studiosi un'interpolazione antica e dunque mancavano nel testo originale, essendo infatti assenti dai manoscritti più antichi ed autorevoli a nostra disposizione; secondo questi studiosi, alcuni copisti avrebbero apportato tale aggiunta nel II e III secolo per contrastare la dottrina cristologica di un Gesù esclusivamente divino. Alcuni gruppi tra i primi cristiani sostenevano che Gesù fosse unicamente divino, al contrario della cristologia cattolica che lo considerava anche vero uomo e, nei primi secoli, alcuni copisti - per sottolinearne l'umanità anche nel testo lucano - aggiunsero quindi questo passo in cui si evidenzia un Gesù che prova profonde sofferenze umane.
Studiosi, come lo storico e teologo Rudolf Bultmann, ritengono che la narrazione del bacio di Giuda - richiamante episodi dell'Antico Testamento come 2Sam20,9-10 e Prov27,6 - non sia storica ma "colorata da motivi leggendari", non essendo inoltre tale azione necessaria per riconoscere un personaggio già perfettamente noto alle autorità; gli studiosi sottolineano, inoltre, come appaia superflua anche la figura di un delatore, quando sarebbe stato sufficiente far seguire Gesù. Oltre ad un discorso puramente fisiognomico, va inoltre osservato che vi sono "due diversi resoconti della identificazione", in quanto "i Sinottici riportano che Giuda lo fa con un bacio; Giovanni riporta che Gesù si identifica da solo". Per il biblista Gianfranco Ravasi l'episodio del bacio è invece verosimile. Gesù era conosciuto, ma la sua fisionomia non poteva essere nota a tutti in modo preciso, come sarebbe avvenuto oggi con i moderni mezzi di comunicazione; inoltre la visibilità era limitata per il buio e la presenza di alberi.
Il teologo Raymond Brown rileva i dubbi di alcuni studiosi sulla storicità della narrazione della cattura di Gesù: "i critici hanno sollevato la questione del perché i discepoli non furono arrestati con Gesù. Una simile questione evidentemente sorse già in antichità, per esempio nel vangelo di Pietro 7,26, dove, descrivendo gli eventi che riguardavano la morte di Gesù, Pietro dice «noi ci stavamo nascondendo»" e "in particolare i critici obiettano che c'è una mancanza di logica nel non catturare quello che attaccò il servo del sommo sacerdote con una spada".
L'episodio della caduta a terra dei soldati viene comunque considerato non storico ma apologetico da alcuni studiosi, come lo storico John Dominic Crossan, tra i cofondatori del Jesus Seminar, oppure Raymond Brown, il quale sottolinea come "gli standard critici suggeriscono che [il Vangelo secondo Giovanni] si è spostato dalla storia alla parabola nel riportare che questi soldati e la polizia ebraica caddero all'indietro quando Gesù parlò loro".
In merito al momento della cattura, gli esegeti dell'interconfessionale Bibbia TOB rilevano un'incongruenza storica tra gli evangelisti, in quanto "in Gv Gesù viene incatenato fin dal suo arresto; secondo i sinottici soltanto dopo la sentenza".

## Iconografia

### L'orazione nell'orto degli ulivi

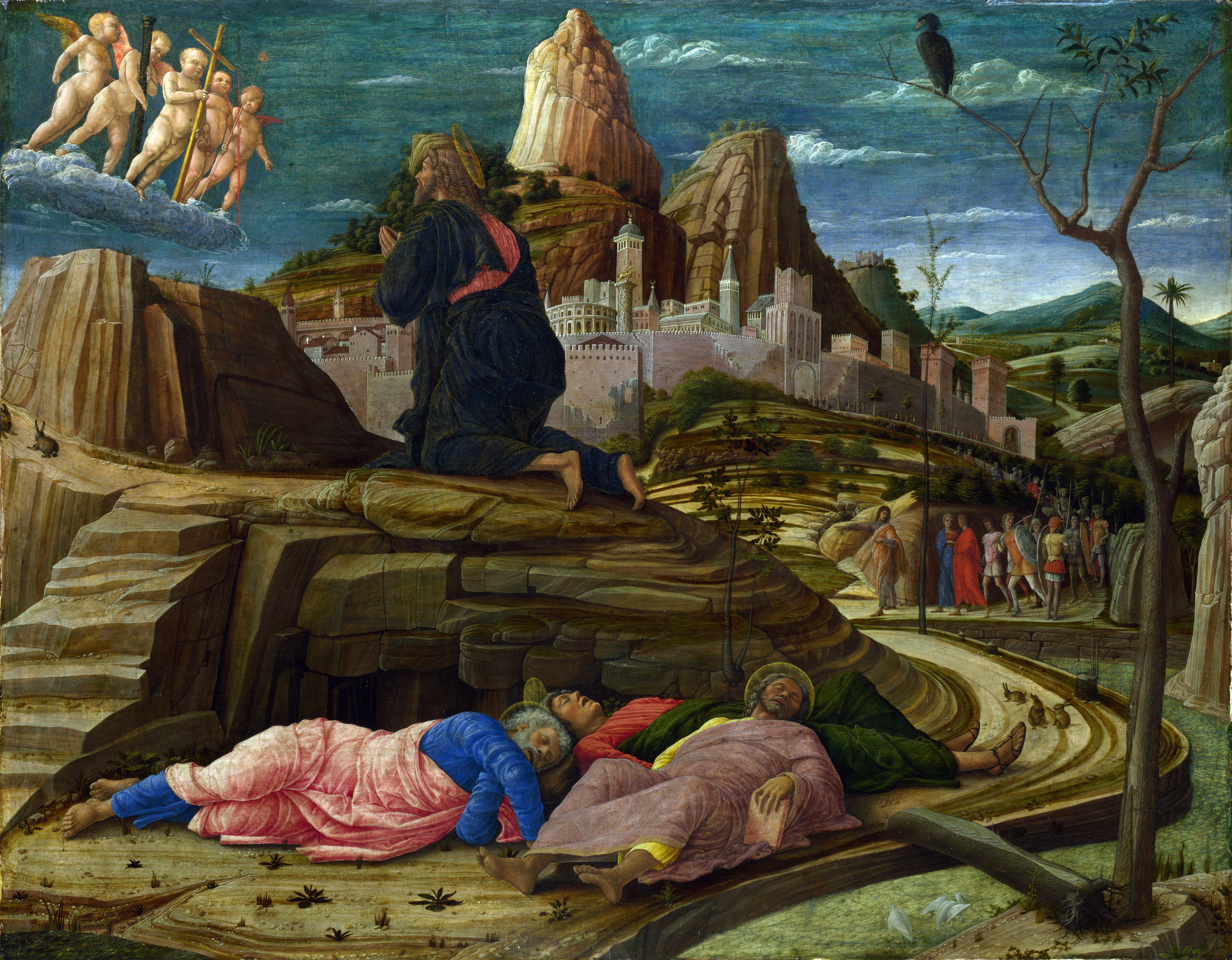
Andrea Mantegna, Orazione nell'orto, 1431, Londra, National Gallery.
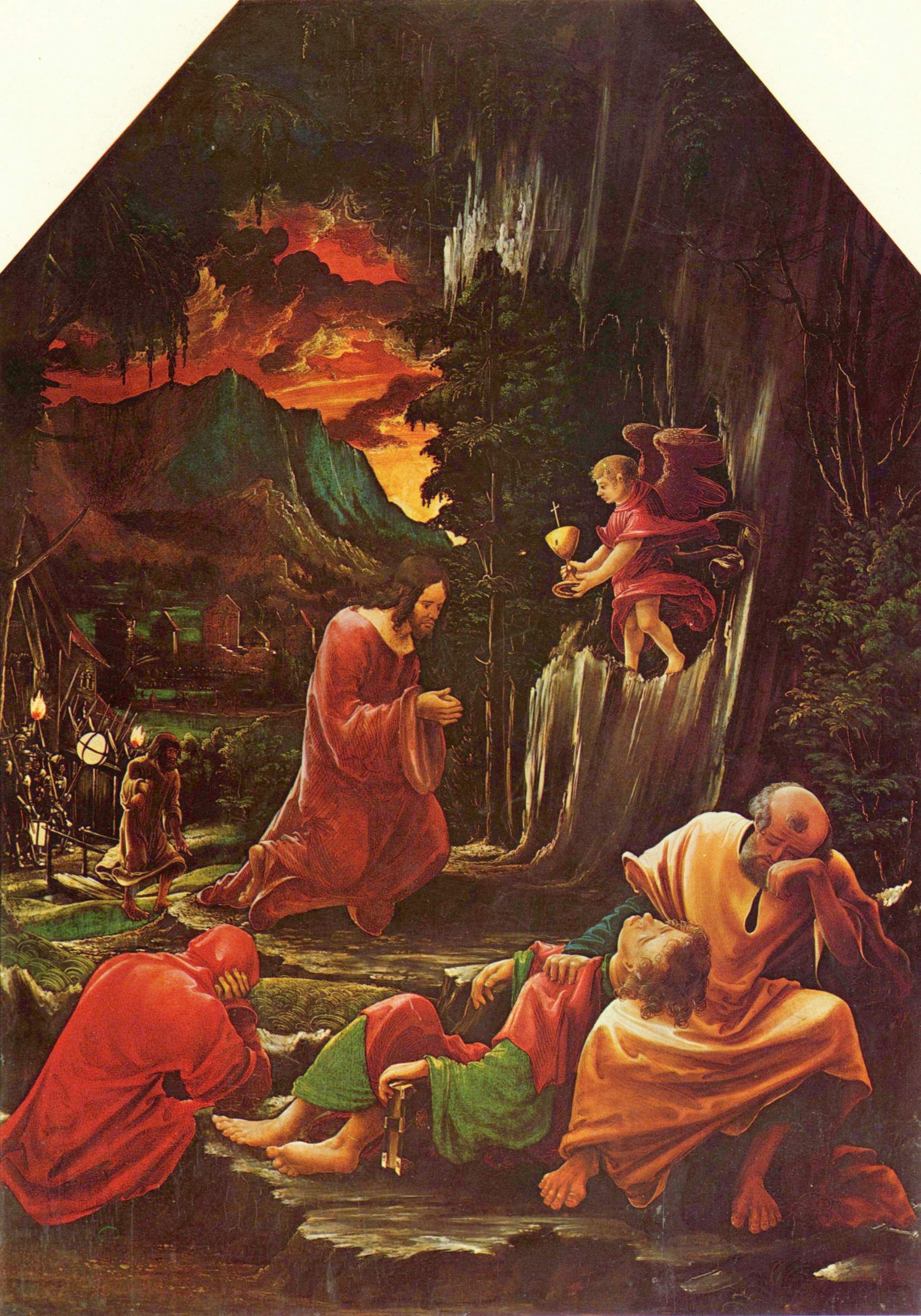
Albrecht Altdorfer, 1509-1516 ca, St. Florian bei Linz, Augustiner Chorherrenstift.
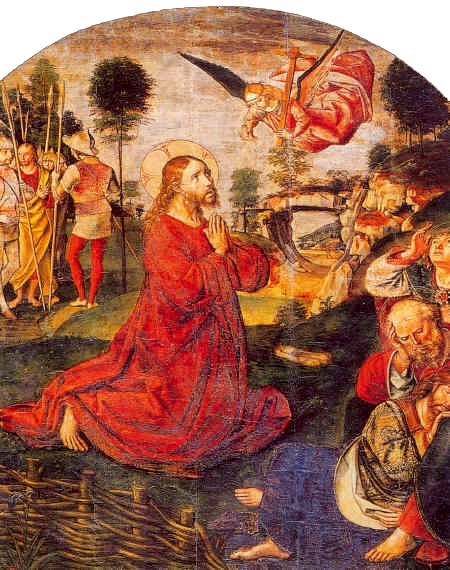
Pedro Berruguete, Orazione nell'orto, 1500 ca.
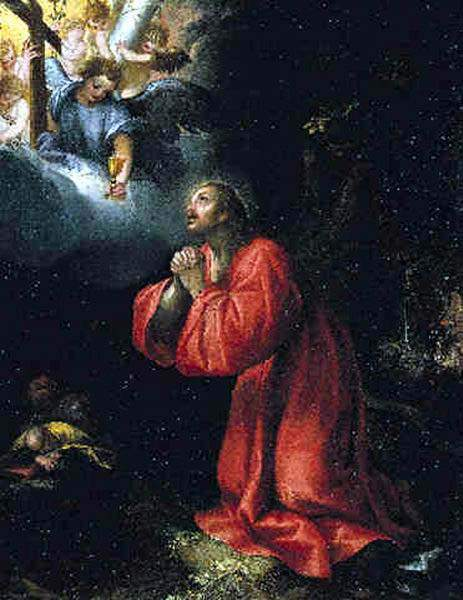
Denijs Calvaert, Cristo nell'orto del Getsemani.
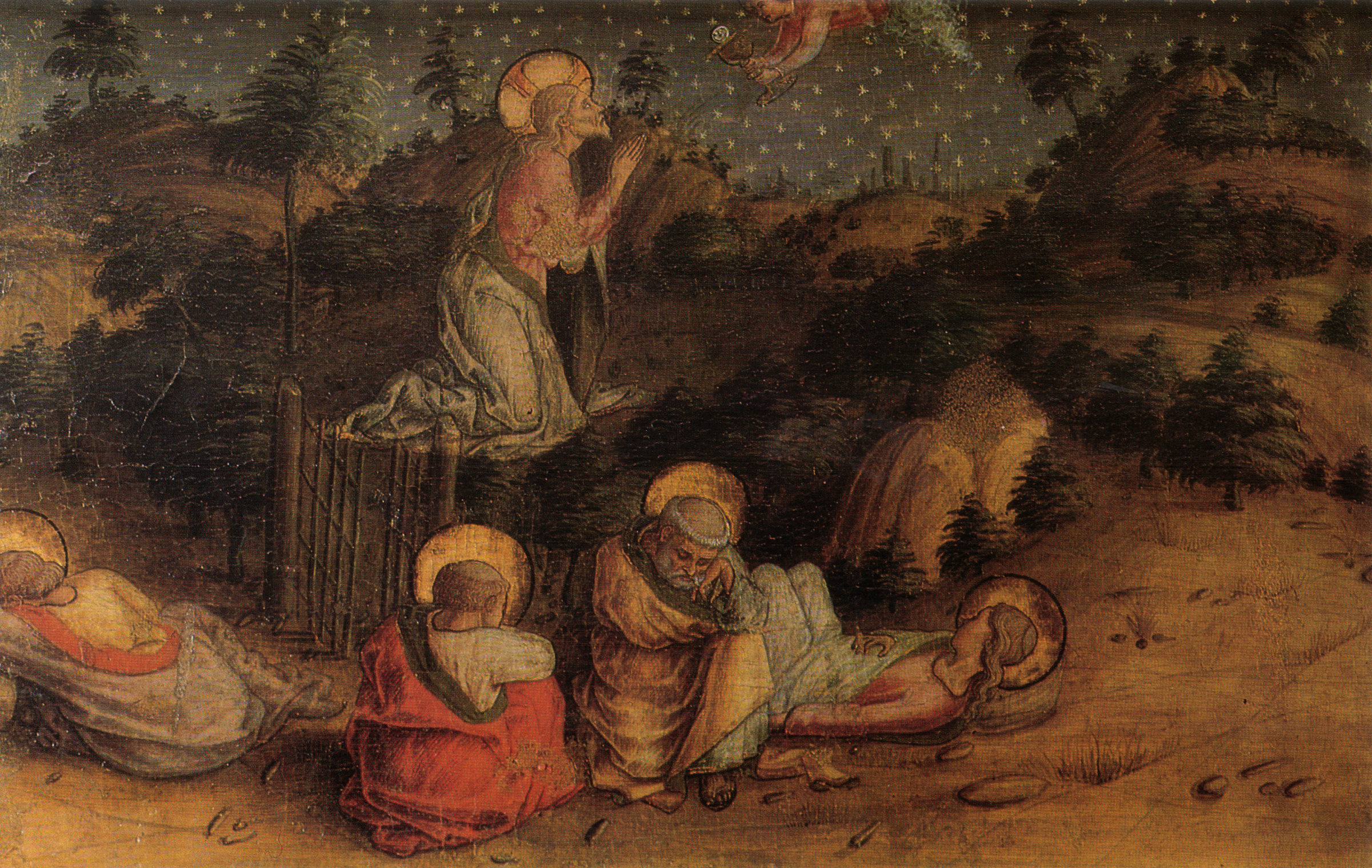
Carlo Crivelli, Orazione nell'orto, 1468, Massa Fermana, Chiesa di San Silvestro.
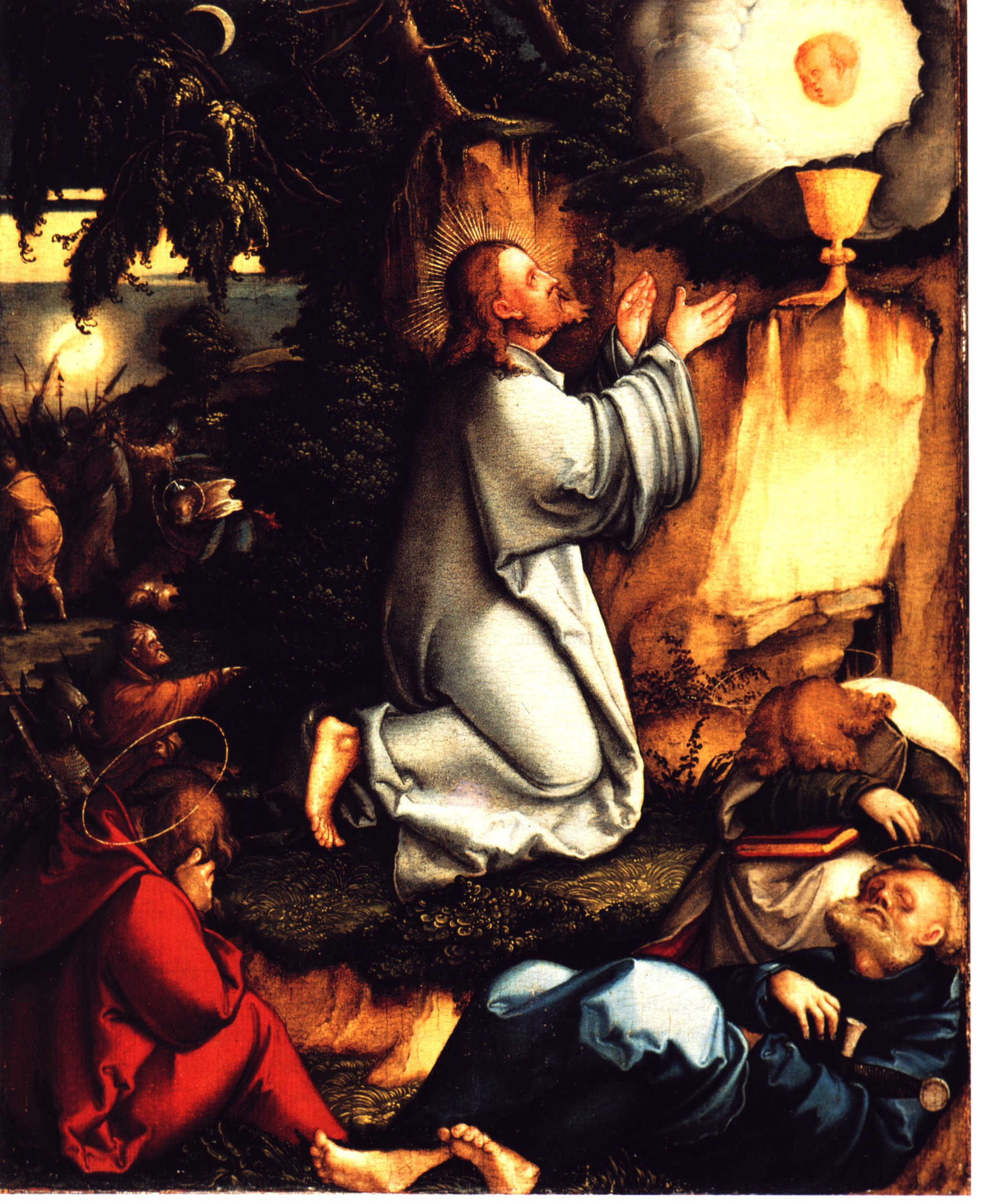
Maestro von Meßkirch, Orazione nell'orto, Berlino, Musei statali di Berlino
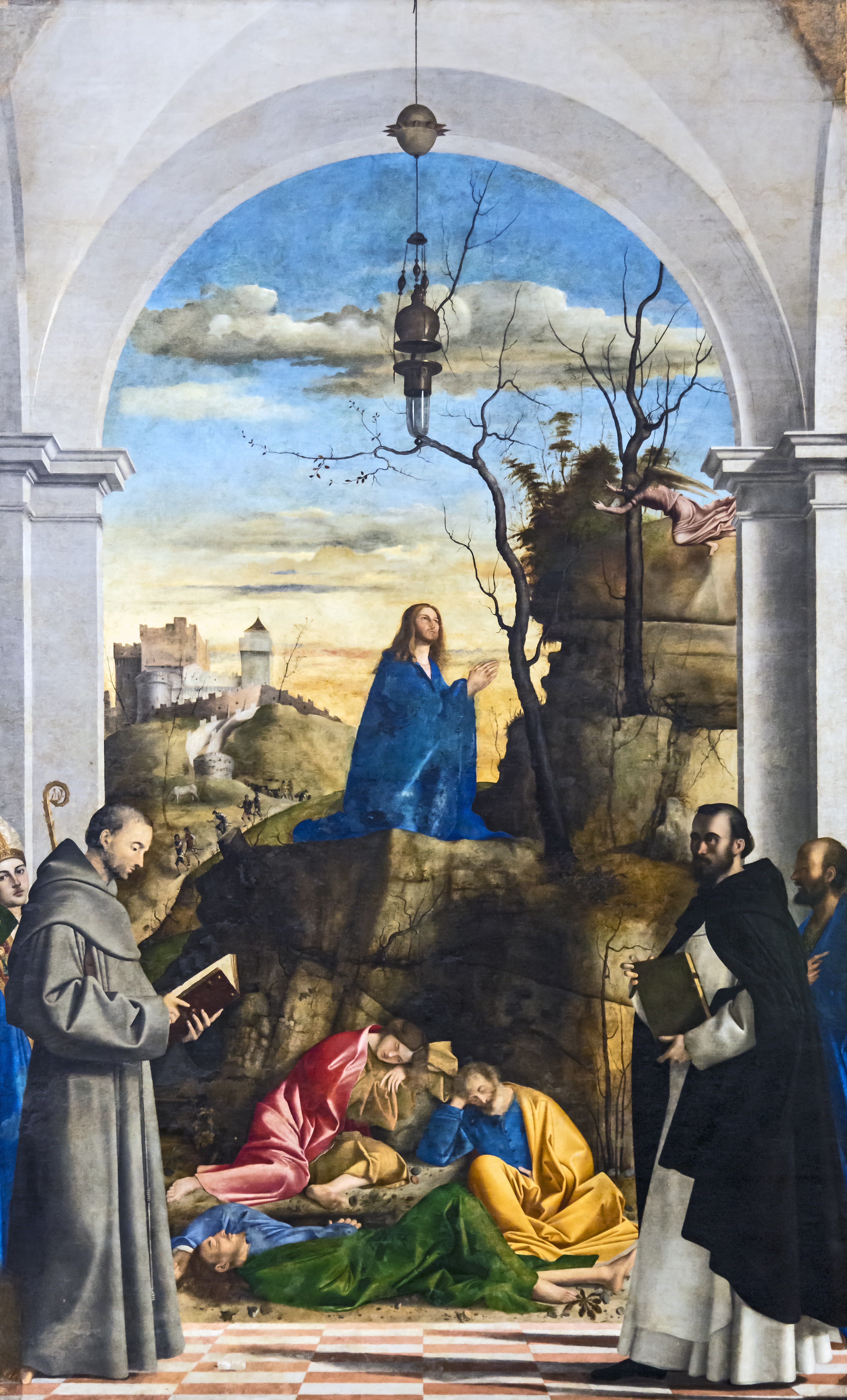
Marco Basaiti, Cristo in preghiera nell'orto, Venezia, Gallerie dell'Accademia.
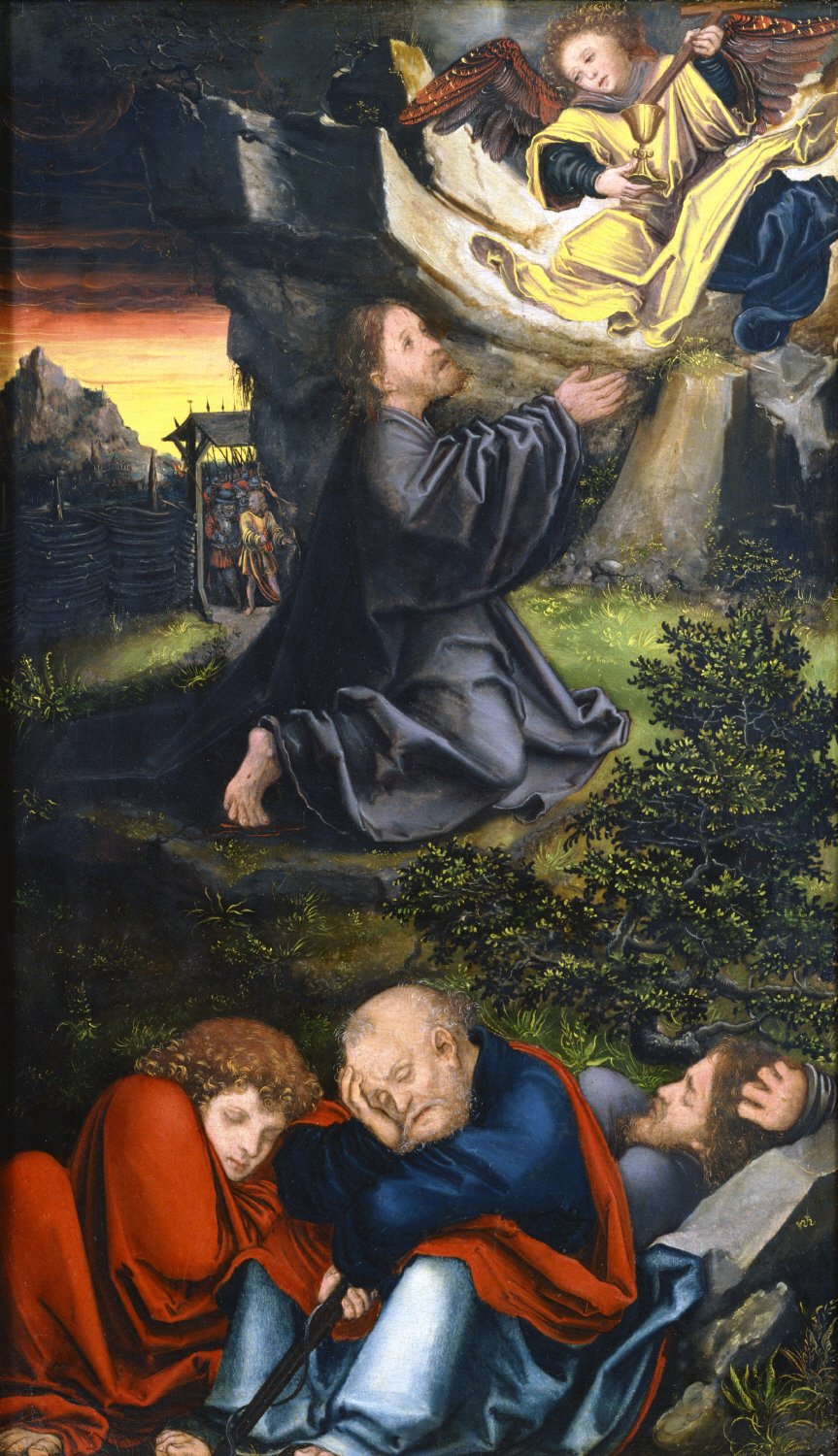
Lucas Cranach il Vecchio, Orazione nell'orto, 1518 ca, Tokyo, National Museum of Western Art.
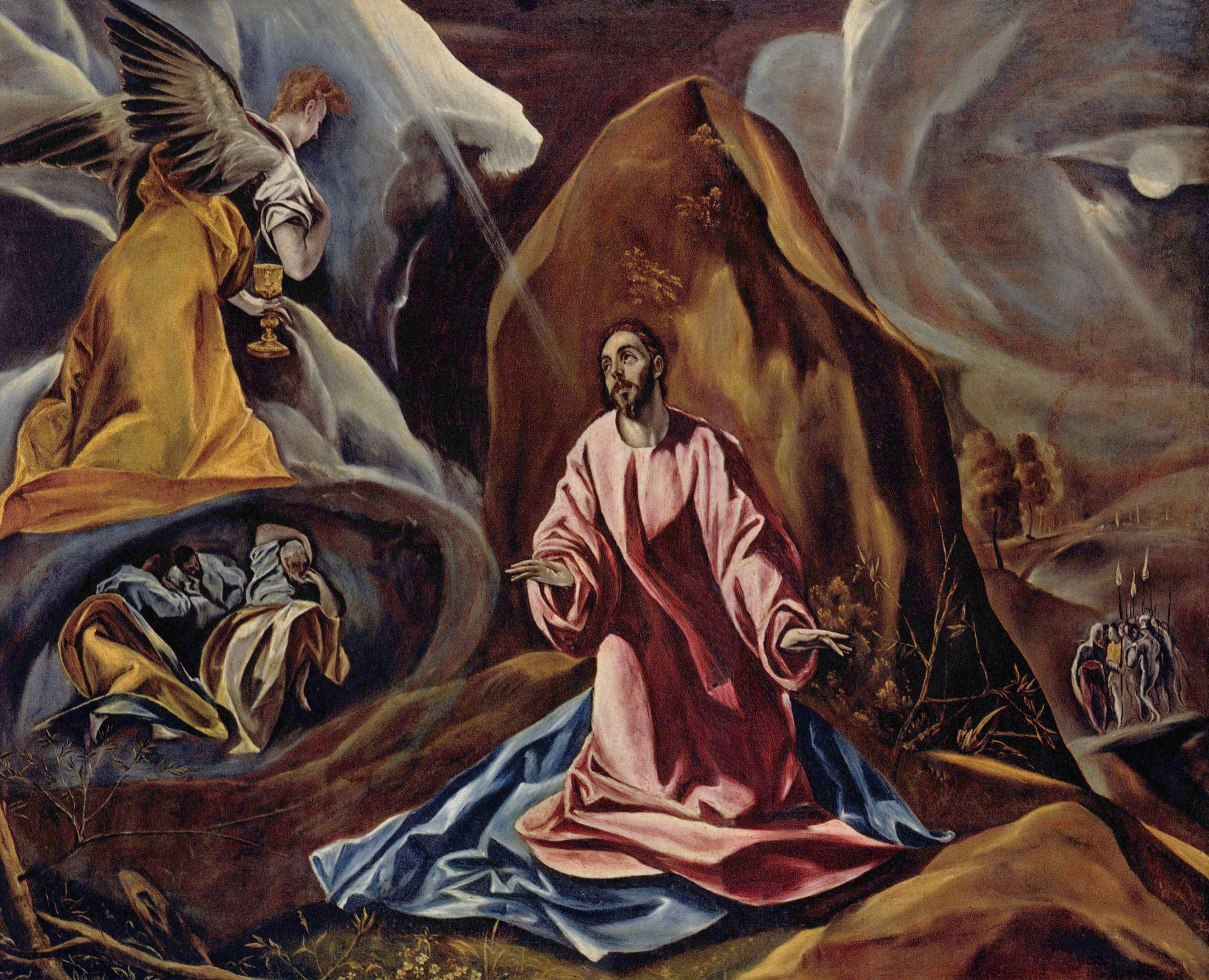
El Greco, Orazione nell'orto, 1605 ca, Londra, National Gallery
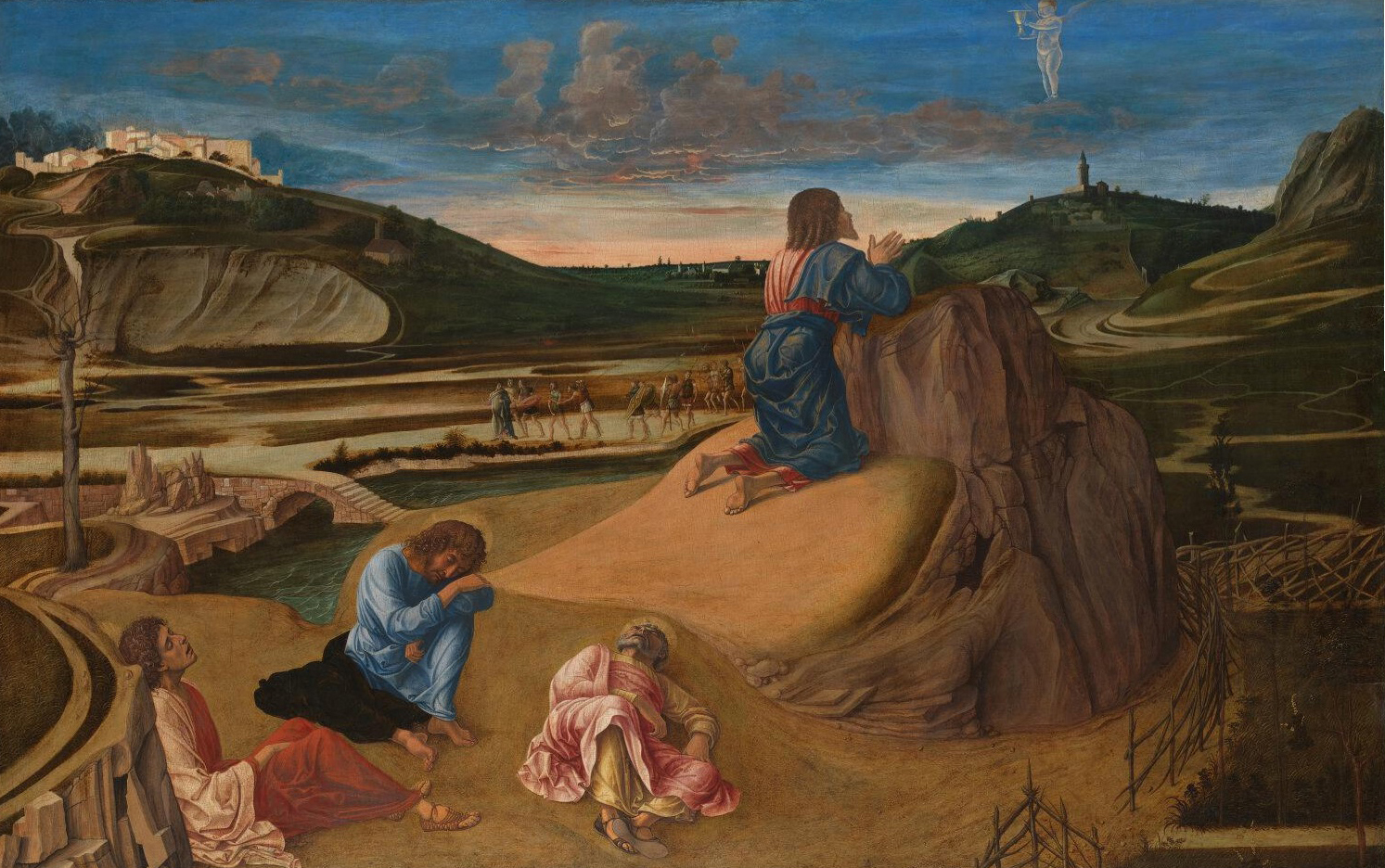
Giovanni Bellini, Orazione nell'orto, 1465-1470 ca, Londra, National Gallery
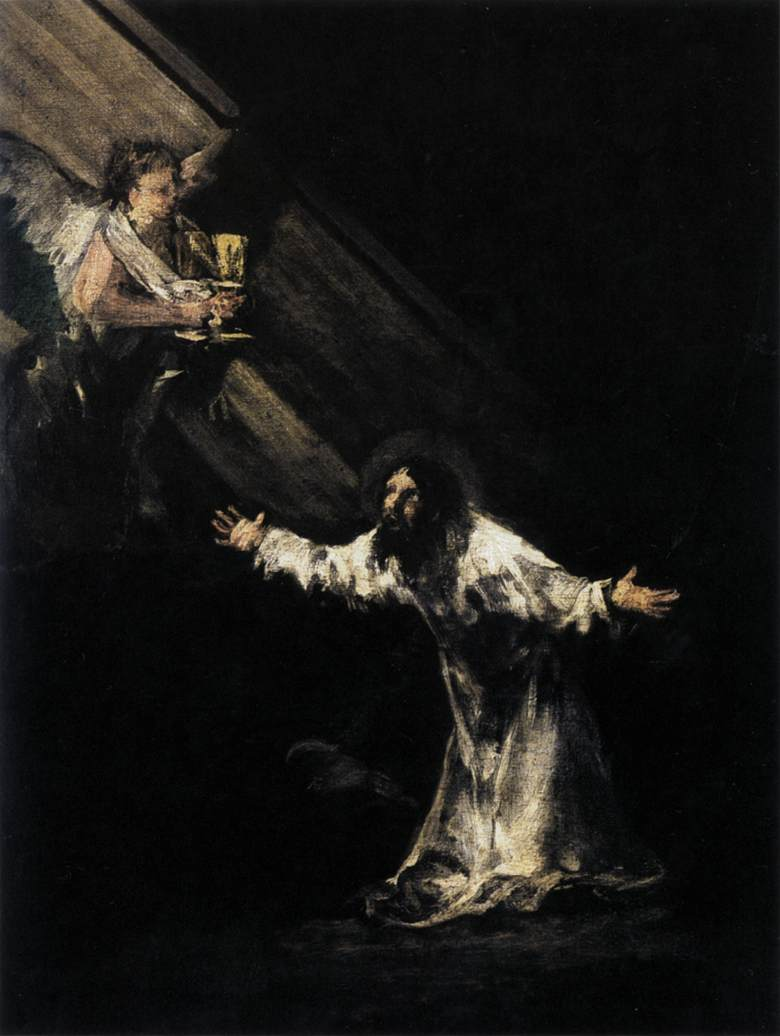
Francisco Goya, Cristo nell'orto con l'angelo, 1819, Madrid, Escuelas Pías de San Antón.
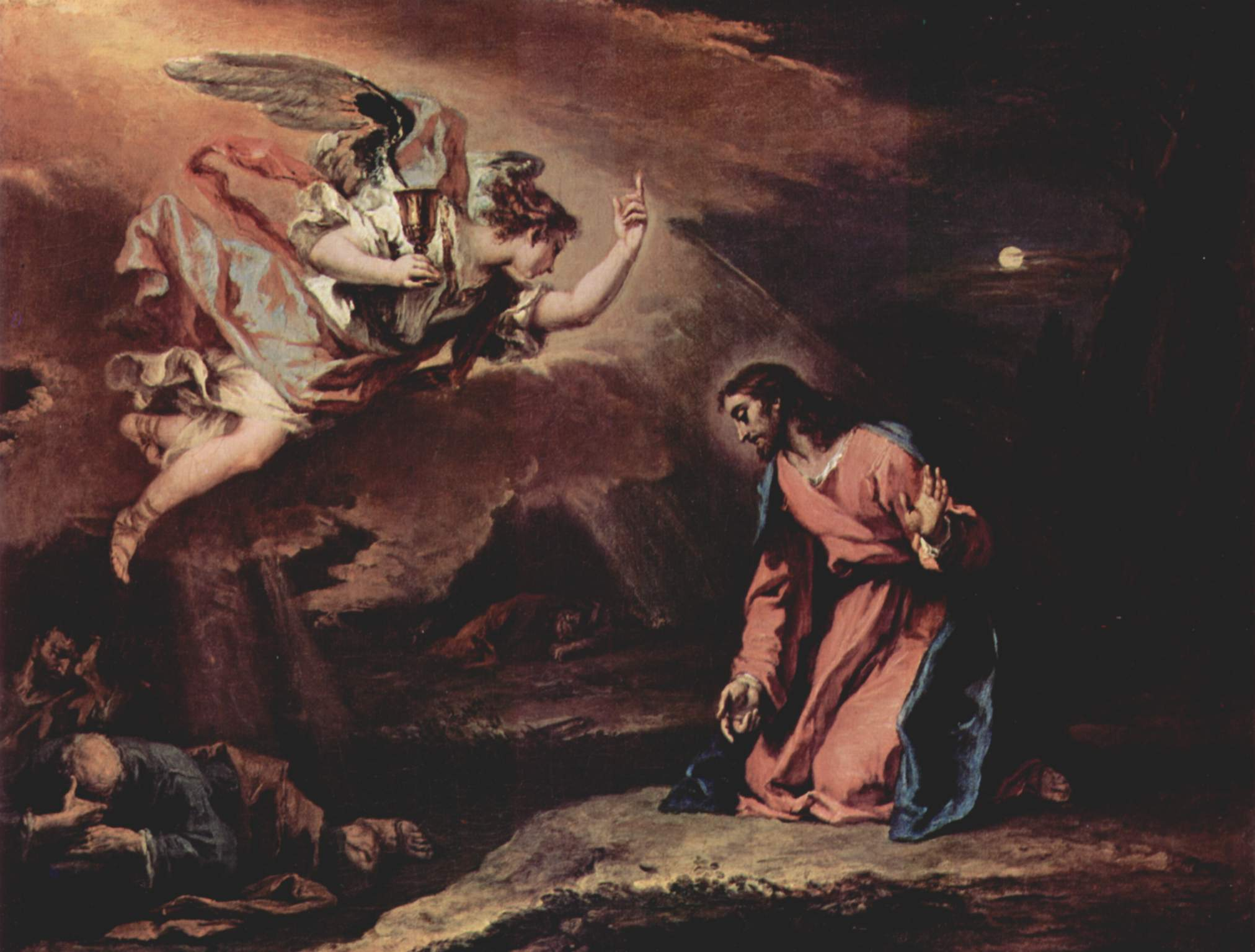
Sebastiano Ricci, Orazione nell'orto, 1730, Vienna, kunsthistorisches Museum
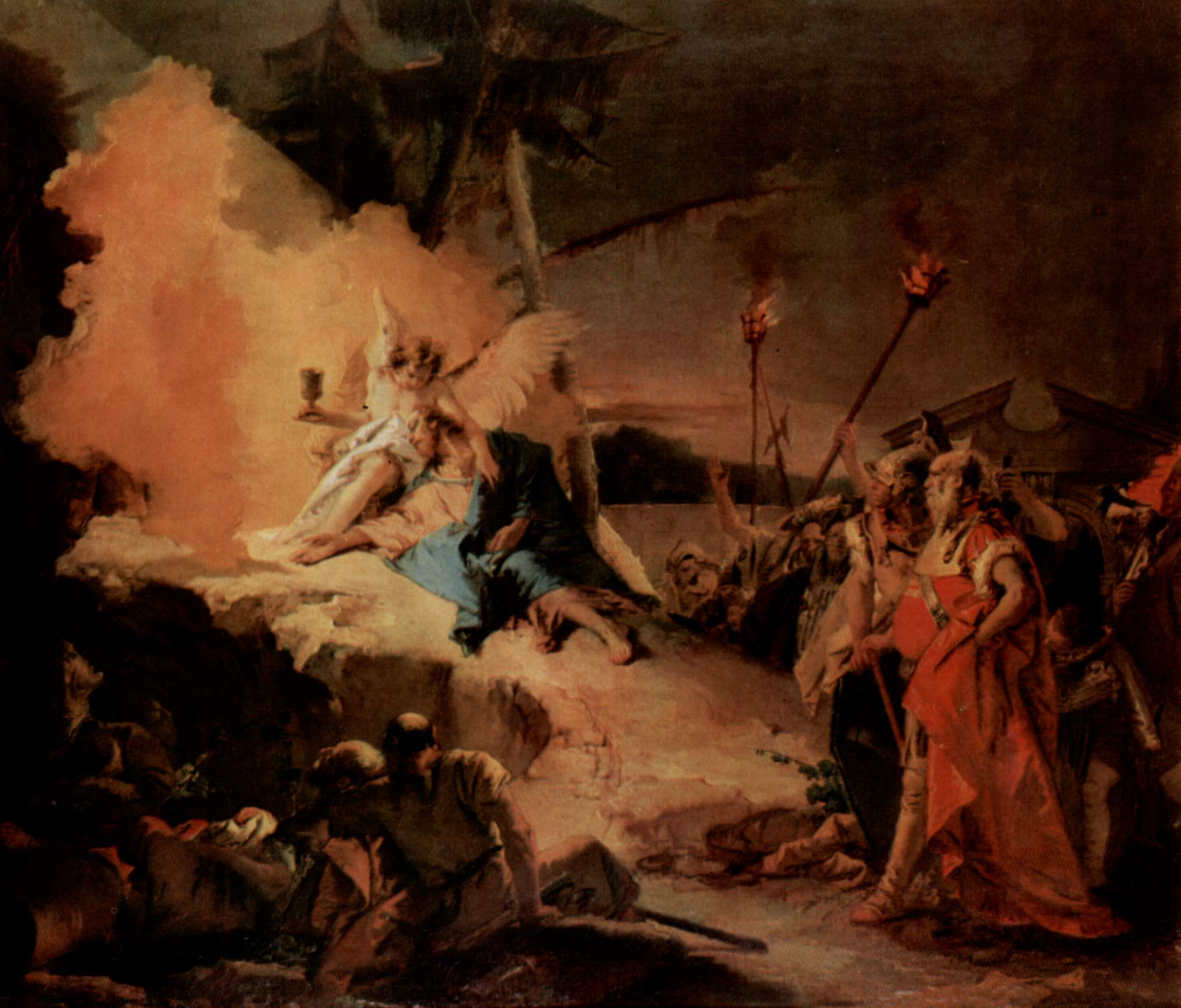
Giambattista Tiepolo, Orazione nell'orto, 1745-1750 ca, Kunsthalle di Amburgo.
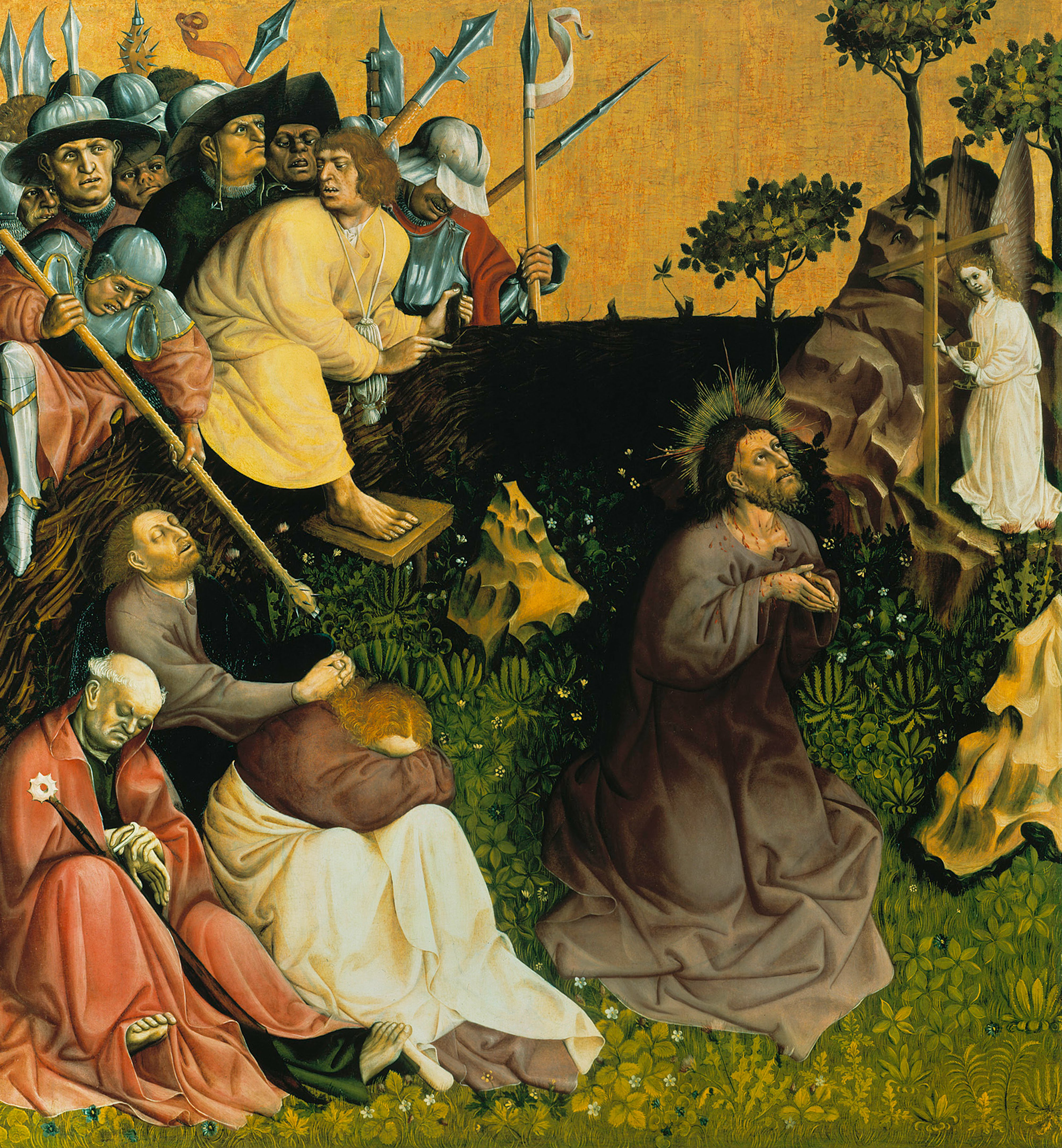
Hans Multscher, Orazione nell'orto, 1437, Berlino, Musei statali di Berlino
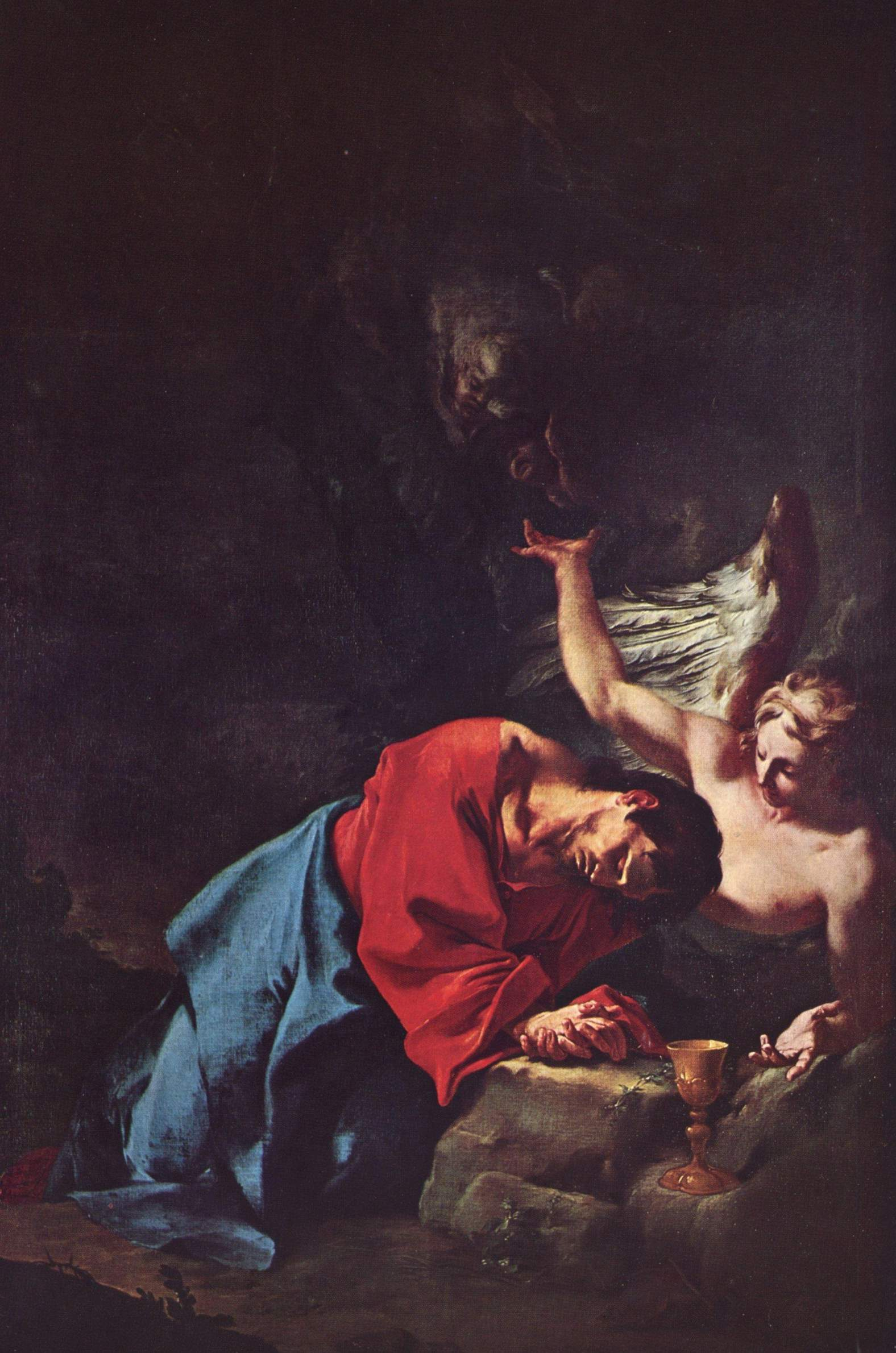
Paul Troger, Cristo in agonia e l'angelo, 1750 ca, Vienna, Österreichisches Galleries.
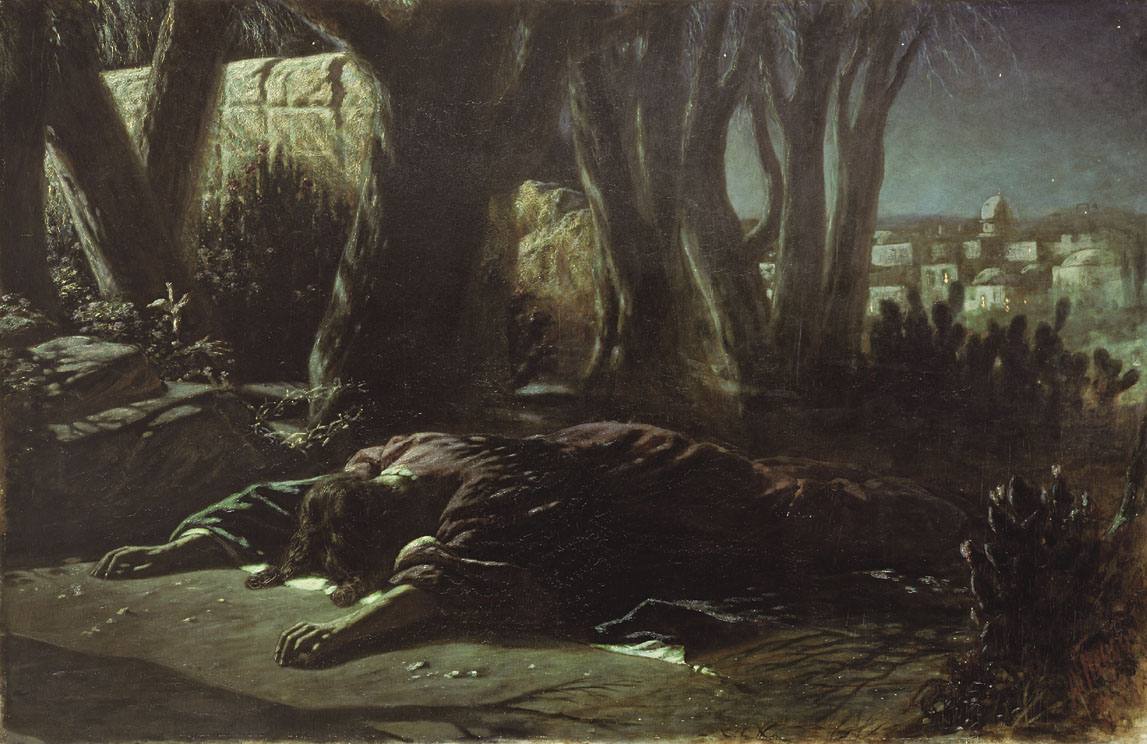
Wassilij Grigorjewitsch, Cristo agonizzante nel Getsemani, 1878, Mosca, Galleria Tret'jakov.
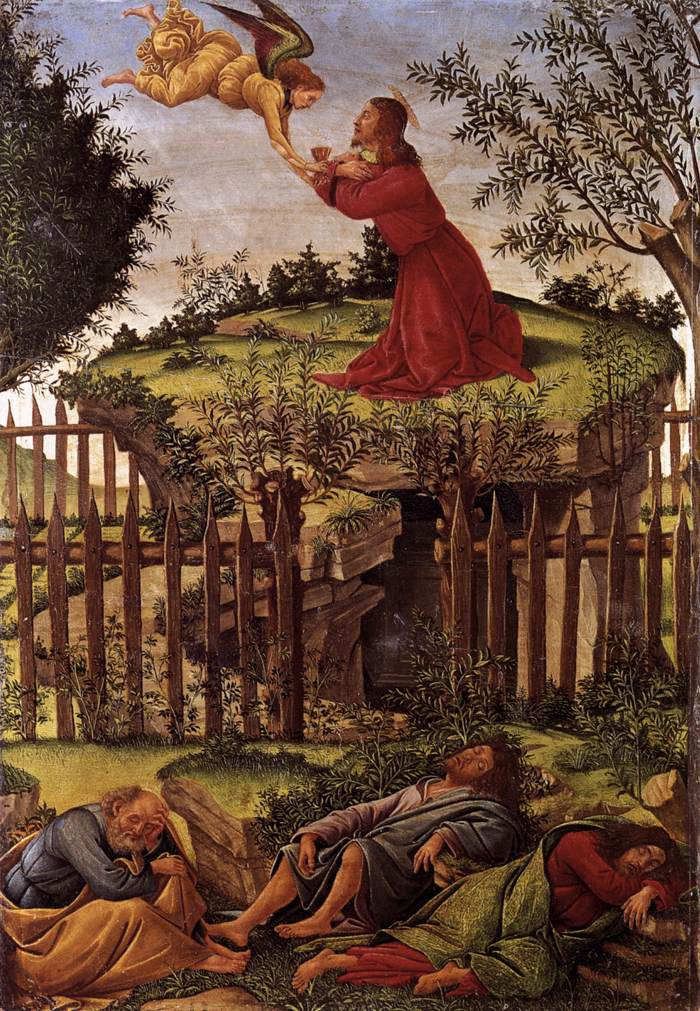
Sandro Botticelli, Orazione nell'orto, 1500 ca, Granada, Cappella Reale.
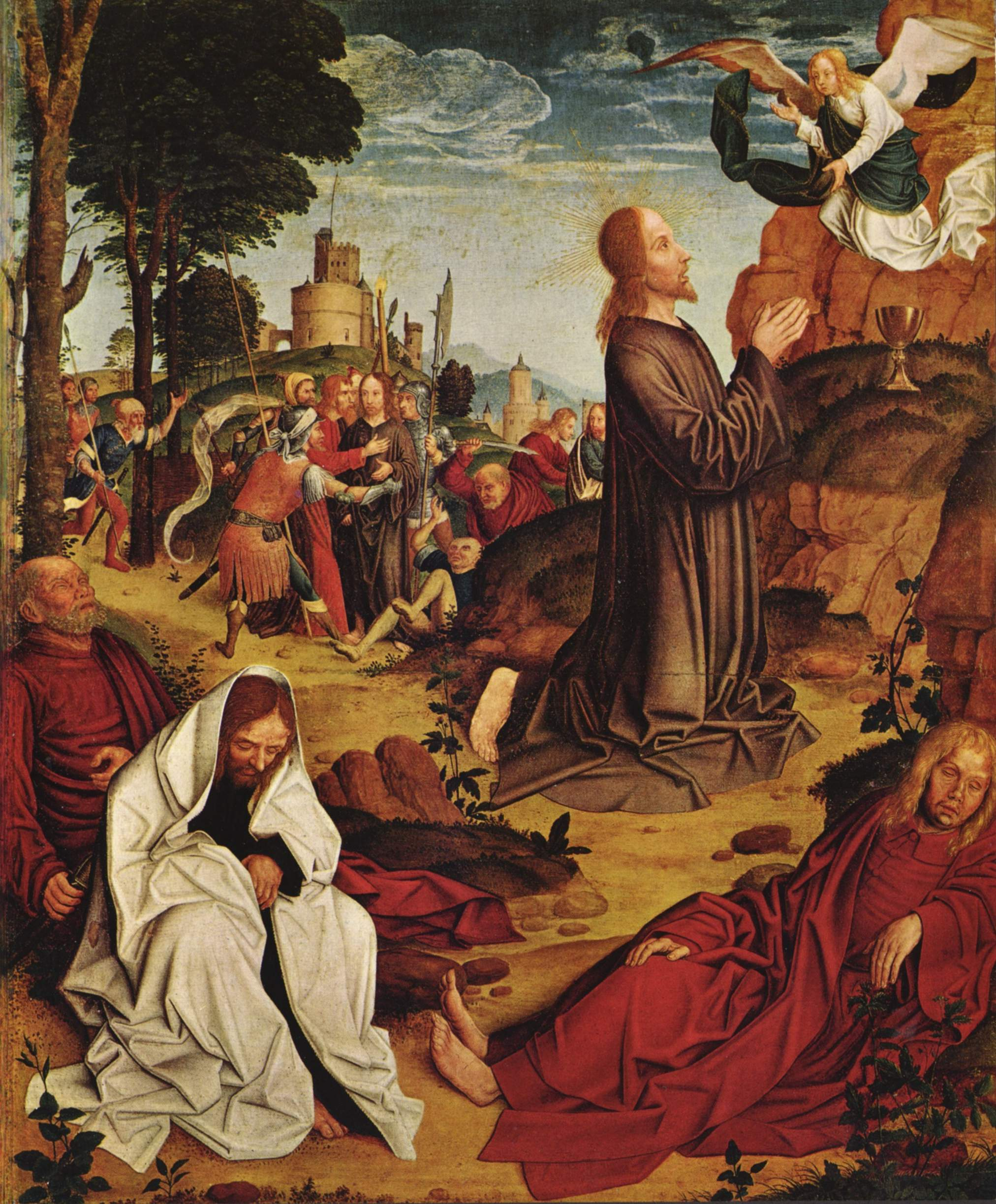
Maestro di San Severino, Orazione nell'orto, 1500 ca, Monaco, Alte Pinakothek

### La cattura di Gesù

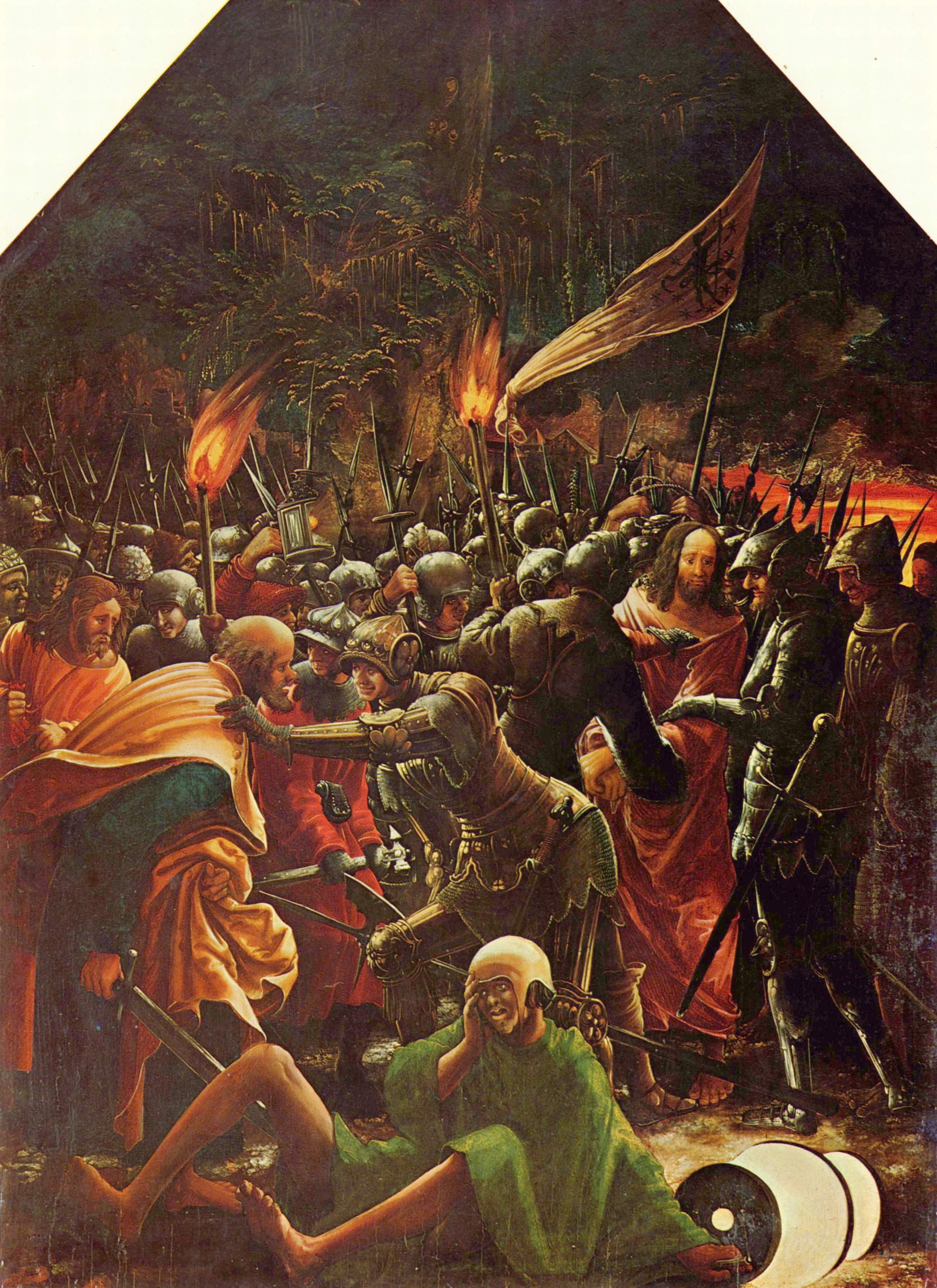
Albrecht Altdorfer, Cattura di Cristo, 1509-1516 ca, St. Florian bei Linz, Augustiner Chorherrenstift.
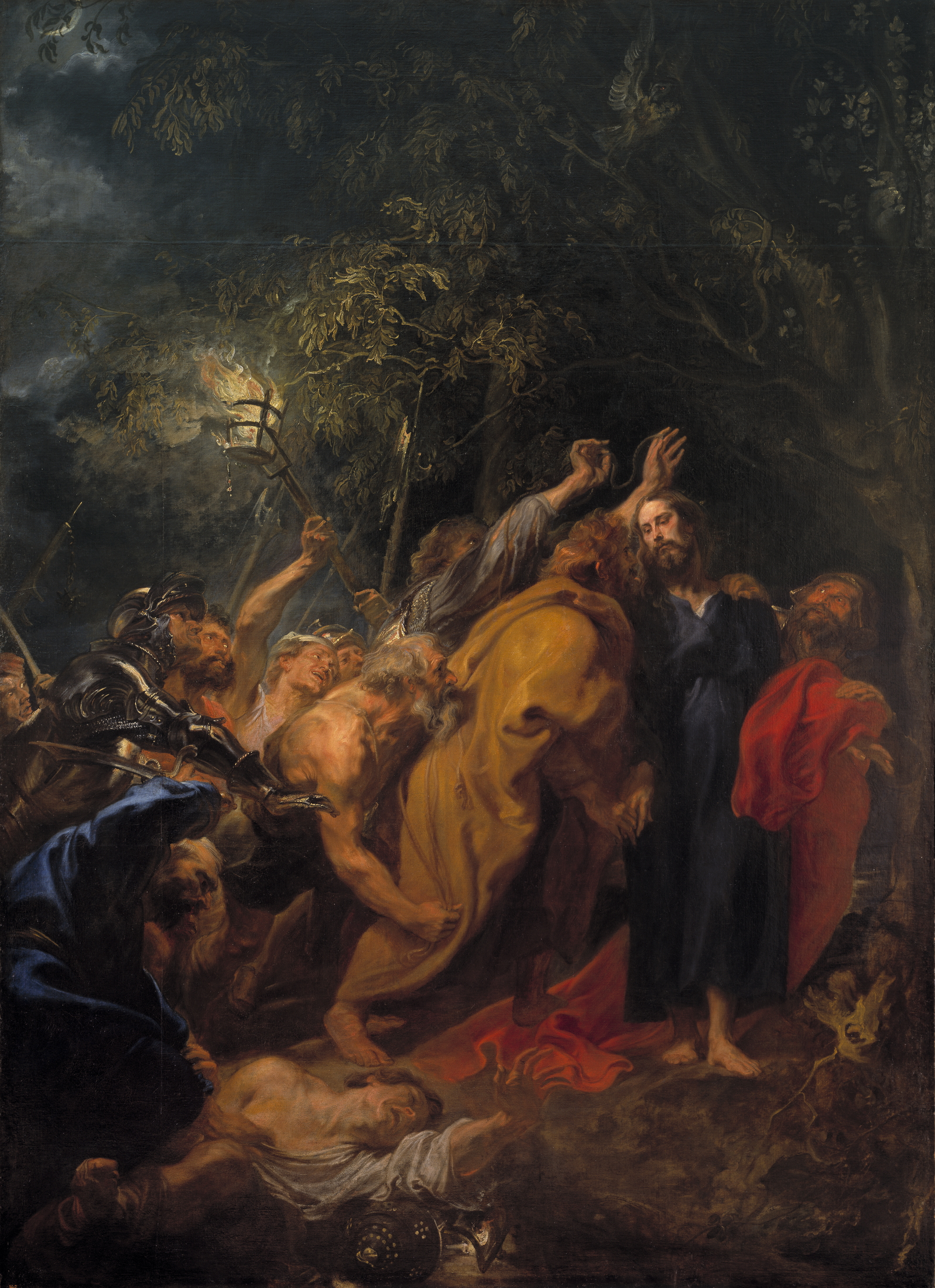
Antoon van Dyck, Bacio di Giuda, 1610 ca, Madrid, Museo del Prado
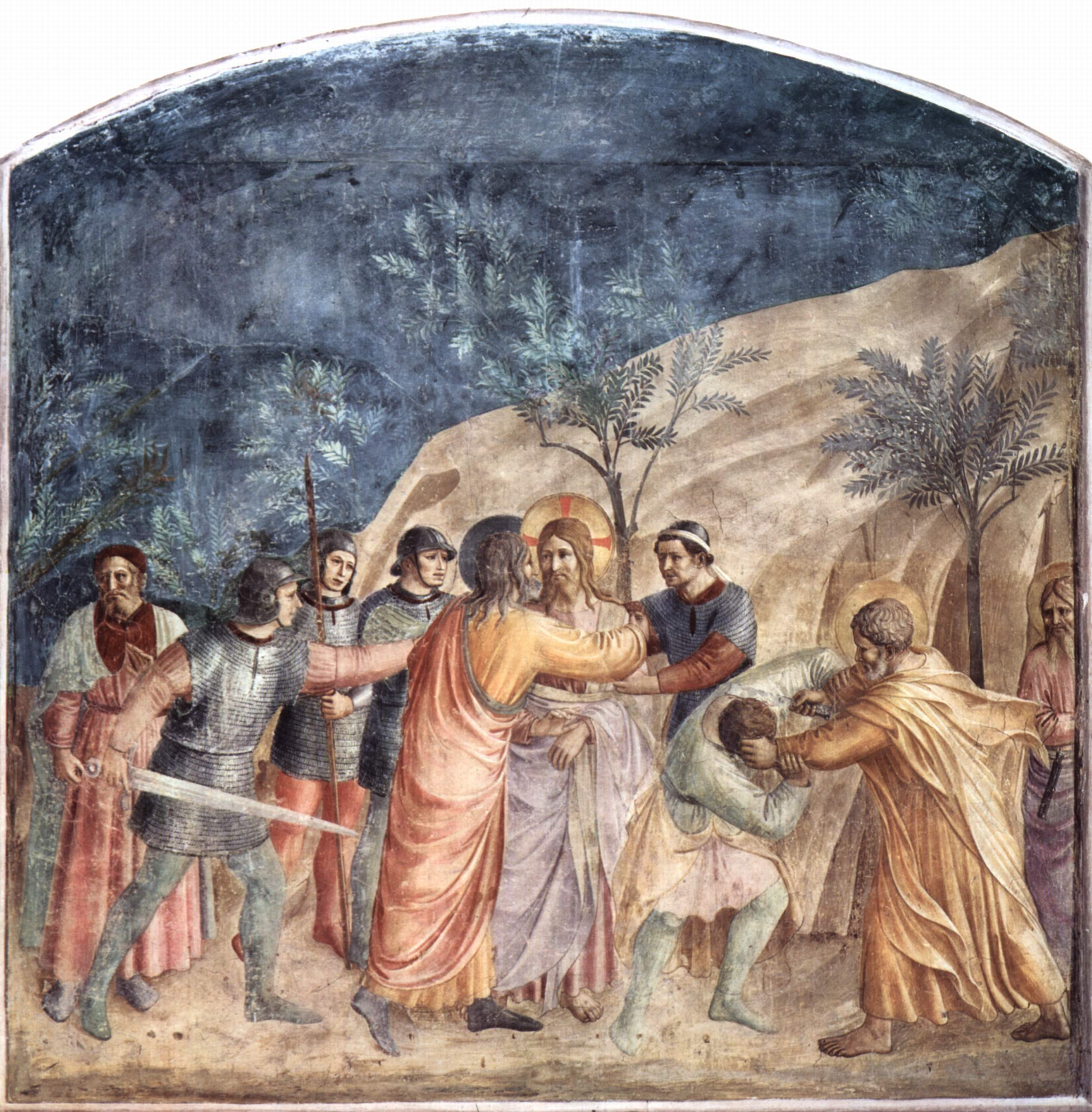
Beato Angelico, Bacio di Giuda, 1437-1446 ca, Firenze, Museo nazionale di San Marco.
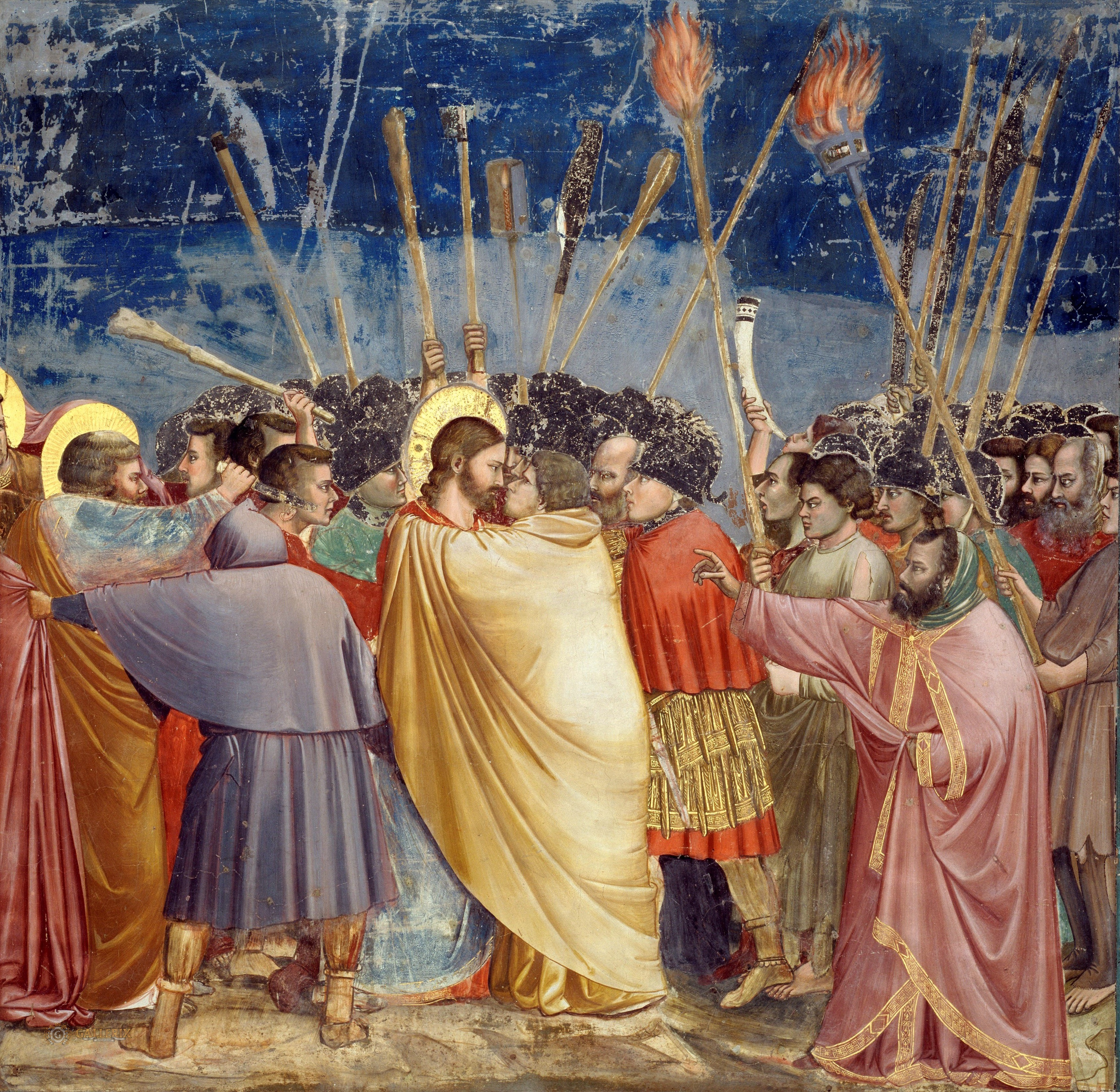
Giotto, Bacio di Giuda, 1303-1306, Padova, Cappella degli Scrovegni.
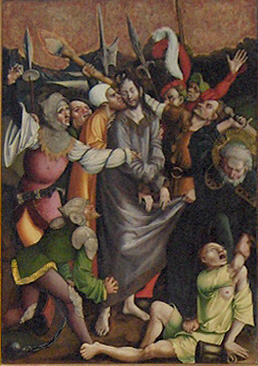
Jorg Breu, Cattura di Cristo, abbazia di Melk.
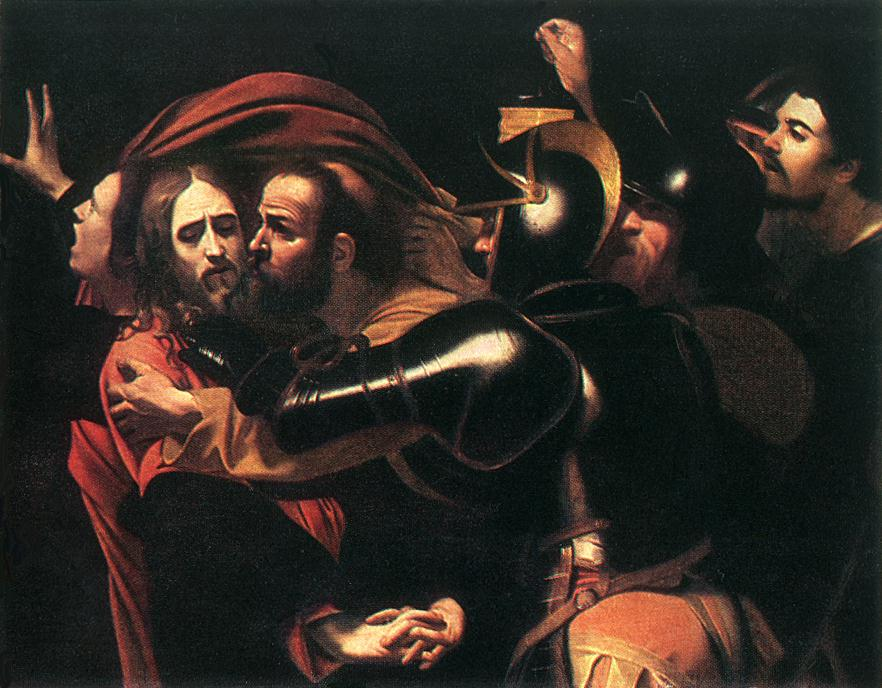
Caravaggio, Cattura di Cristo, 1602, Dublino, Galleria nazionale d'Irlanda.
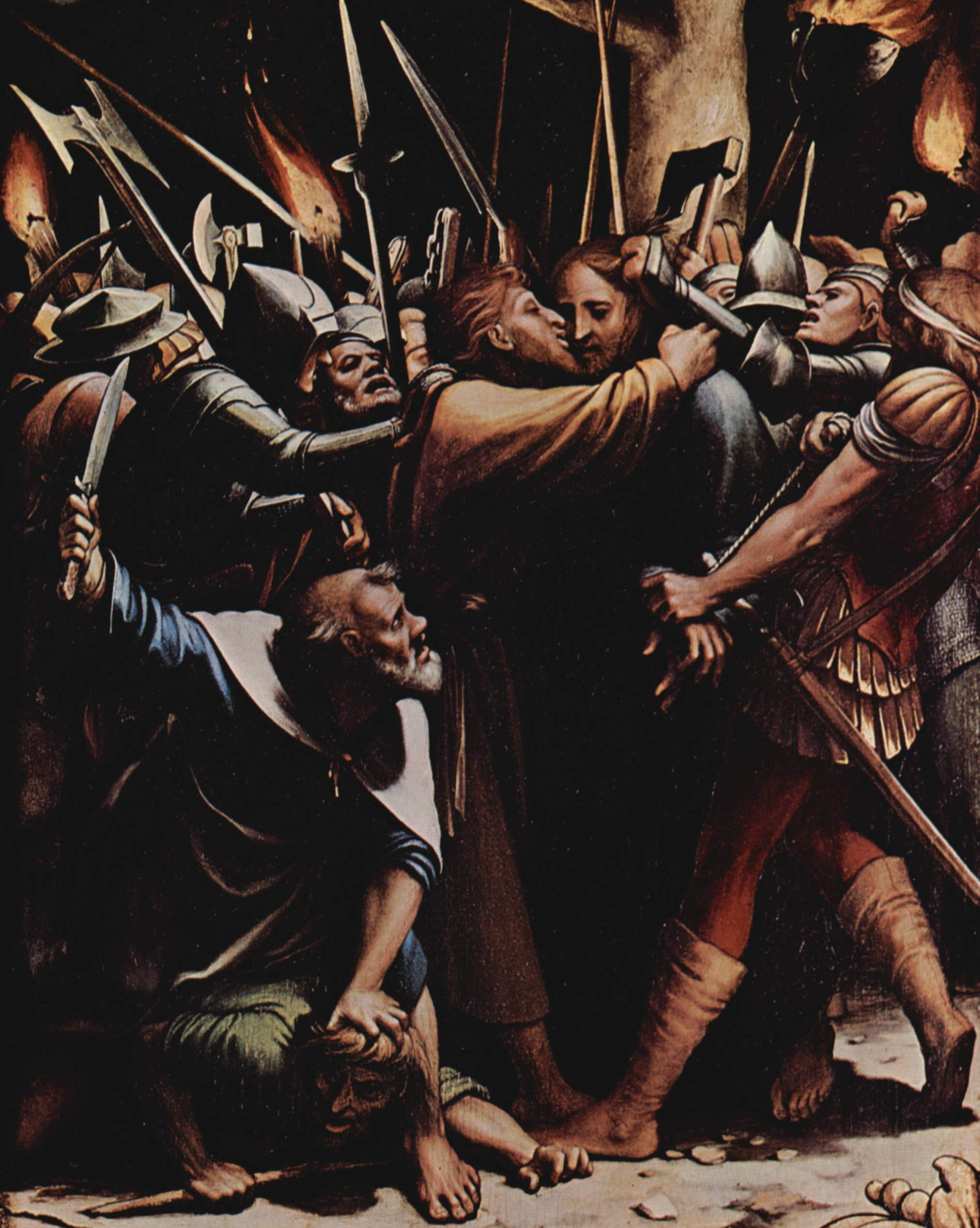
Hans Holbein il Giovane, Cattura di Cristo, 1523 ca, Basilea, Kunstmuseum.
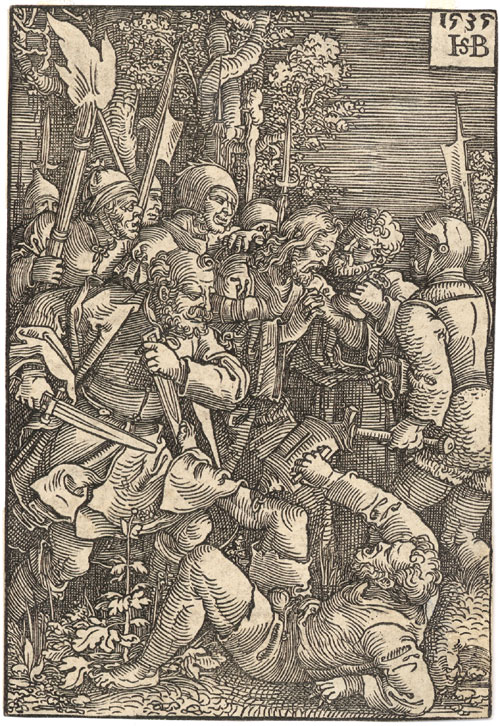
Sebald Beham, Arresto di Cristo, 1500 ca.

### Riferimenti
1. ↑   Mt 26,47-56, su La Parola - La Sacra Bibbia in italiano in Internet.
2. ↑   Mc 14,43-52,15, su La Parola - La Sacra Bibbia in italiano in Internet.
3. ↑   Lc 22,47-53, su La Parola - La Sacra Bibbia in italiano in Internet.
4. ↑   Gv18,1-11, su La Parola - La Sacra Bibbia in italiano in Internet.
5. ↑   Gv18,1, su laparola.net.
6. ↑   Gv18,2, su laparola.net.
7. ↑   Mt26,38, su laparola.net.; Mc14,34, su laparola.net.; Lc22,40, su laparola.net.
8. ↑  John Dominic Crossan, Who killed Jesus?, HarperOne, 1995, p. 80, 176, ISBN 978-0-06-061480-5.
9. ↑  Bibbia TOB, Nuovo Testamento Vol.3, Elle Di Ci Leumann, 1976, pp. 325, 348, 353.
10. ↑  Bart Ehrman, Il Nuovo Testamento, Carocci Editore, 2015, pp. 161-164, ISBN 978-88-430-7821-9.
11. ↑   Lc22,41, su laparola.net.
12. ↑   Lc22,43-44, su laparola.net.
13. ↑   Mt26,40-41, su laparola.net.; Mc14,37-38, su laparola.net.; Lc22,46, su laparola.net.
14. ↑  "Poi Gesù disse a coloro che gli eran venuti contro, sommi sacerdoti, capi delle guardie del tempio e anziani: «Siete usciti con spade e bastoni come contro un brigante?" ( Lc22,52, su laparola.net.).
15. ↑   Mt26,48, su laparola.net.; Mc14,44, su laparola.net.
16. ↑   Lc22,48, su laparola.net.
17. ↑   2Re1,10, su laparola.net.
18. ↑   Gv18,10, su laparola.net.
19. ↑   Lc22,51, su laparola.net.
20. ↑  Bibbiaweb-Il giovanetto del lenzuolo
21. ↑   Am2,16, su laparola.net.
22. ↑   Mc14,50-52, su La Parola - La Sacra Bibbia in italiano in Internet.
23. ↑  Raymond E. Brown, The Death of the Messiah, Vol. 1, Anchor Yale Bible, 2010, pp. 294, 299-302, ISBN 978-0-300-14009-5.  Cfr anche: Corrado Augias e Remo Cacitti, Inchiesta sul cristianesimo, Mondadori, 2012, p. 137, ISBN 978-88-04-59702-5.
24. ↑  Raymond E. Brown, The Death of the Messiah Vol. 1, Anchor Yale Bible, 2010, pp. 294-304, ISBN 978-0-300-14009-5.
25. 1 2  Raymond E. Brown, The Death of the Messiah Vol. 1, Anchor Yale Bible, 2010, pp. 250, 262, ISBN 978-0-300-14009-5..
26. 1 2  Raymond E. Brown, The Death of the Messiah: From Gethsemane to the Grave. A Commentary on the Passion Narratives in the Four Gospels, Doubleday, 1994, pp. 282, 1358-1359.
27. 1 2  John Dominic Crossan, Who killed Jesus?, HarperOne, 1995, pp. 98-99, ISBN 978-0-06-061480-5.
28. ↑  Raymond E. Brown, Joseph A. Fitzmyer, Roland E. Murphy, Nuovo Grande Commentario Biblico, Queriniana, 2002, p. 1283, ISBN 88-399-0054-3.
29. ↑  John Dominic Crossan, Who killed Jesus?, HarperOne, 1995, pp. 80-81, 176, ISBN 978-0-06-061480-5.
30. ↑  Kurt Aland, e Barbara Aland, The Text of the New Testament: An Introduction to the Critical Editions and to the Theory and Practice of Modern Textual Criticism, William B. Eerdmans Publishing Company, Grand Rapids, Michigan, 1995, p. 310; Bruce Metzger, The Text of the New Testament: Its Transmission, Corruption, and Restoration (Oxford University Press: 2005), p. 286; Bart Ehrman, The Orthodox Corruption of Scripture (Oxford University Press: 1993), pp. 187-194; Bart Ehrman, Gesù non l'ha mai detto - Millecinquecento anni di errori e manipolazioni nella traduzione dei vangeli, Mondadori, 2007, pp. 160-166, ISBN 978-88-04-57996-0.
31. ↑  Bruce Metzger e Bart Ehrman, Il testo del Nuovo Testamento, Paideia Editrice, 2013, pp. 250-251, ISBN 978-88-394-0853-2.
32. ↑  Bart Ehrman, Il Nuovo Testamento, Carocci Editore, 2015, pp. 26, 162, ISBN 978-88-430-7821-9.
33. ↑   2Sam20,9-10, su La Parola - La Sacra Bibbia in italiano in Internet.
34. ↑  Ioab disse ad Amasà: «Stai bene, fratello mio?» e con la destra prese Amasà per la barba per baciarlo. Amasà non fece attenzione alla spada che Ioab aveva nell'altra mano; Ioab lo colpì al basso ventre e ne sparse le viscere a terra; non lo colpì una seconda volta perché era già morto.
35. ↑   Prov27,6, su La Parola - La Sacra Bibbia in italiano in Internet.
36. ↑  Leali sono le ferite di un amico, fallaci i baci di un nemico.
37. ↑  Rudolf Bultmann, History of the Synoptic Tradition, Hendrickson Publisher, 1963, pp. 268-269, 279-281, ISBN 1-56563-041-6.
38. ↑  John Dominic Crossan, Who killed Jesus?, HarperOne, 1995, pp. 81, 176, ISBN 978-0-06-061480-5.
39. ↑  Bart Ehrman, Il vangelo del traditore, Mondadori, 2010, pp. 241-242, ISBN 978-88-04-59690-5.
40. ↑  Gianfranco Ravasi, Questioni di fede, Mondadori, 2010, p. 236
41. ↑  Raymond E. Brown, The Death of the Messiah, vol. 1, Anchor Yale Bible, 2010, p. 282, ISBN 978-0-300-14009-5; Raymond E. Brown, The Death of the Messiah, vol. 2, Anchor Yale Bible, 2010, p. 1028, ISBN 978-0-300-14010-1.
42. ↑  John Dominic Crossan, Who killed Jesus?, HarperOne, 1995, p. 99, ISBN 978-0-06-061480-5.
43. ↑  Bart Ehrman, Il vangelo del traditore, Mondadori, 2010, p. 68, ISBN 978-88-04-59690-5.
44. ↑   Mt27,2; Mc15,1; Gv18,12.28, su laparola.net..
45. ↑  Bibbia TOB, Nuovo Testamento Vol.3, Elle Di Ci Leumann, 1976, p. 120.